# Torneo di pallacanestro maschile NCAA Division I 2025
Il Torneo di pallacanestro maschile NCAA Division I 2025 si è disputato tra il 18 marzo al 7 aprile 2025. Si è trattato della 86ª edizione della manifestazione, alla quale hanno partecipato 68 squadre. Le Final Four si disputeranno presso l'Alamodome di San Antonio, in Texas (Stati Uniti).
Le Final Four si sono disputate allo Alamodome di San Antonio, in Texas e sono terminate con la finale vinta dai Gators della University of Florida contro i Cougars della University of Houston. La squadra allenata da Todd Golden ha conquistato il terzo titolo della propria storia. Walter Clayton Jr. è stato nominato miglior giocatore della fase finale del torneo.

## Formato
A partecipare per la prima volta al torneo sono gli High Point Panthers (campioni della Big South Conference), gli UC San Diego Tritons (campioni della Big West Conference), gli SIU Edwardsville Cougars (campioni della Ohio Valley Conference) e gli Omaha Mavericks (campioni della Summit League). Inoltre, a parteciparvi per la seconda volta nella loro storia sono i Lipscomb Bisons (campioni della Atlantic Sun Conference) dopo la loro ultima partecipazione nel 2018, e i Saint Francis Red Flash (campioni della Northeast Conference) dopo il loro esordio nell'edizione 1991. I Troy Trojans (campioni della Sun Belt Conference) tornano a partecipare al torneo per la terza volta, dopo avervi esordito nel 2017.
La squadra di UC San Diego è riuscita ad accedere al torneo al suo primo anno di eleggibilità, diventando la quarta rappresentativa universitaria a riuscirvi dal 1972 (dopo esservi riusciti le rappresentative di Southwestern Louisiana nel 1972, North Dakota State nel 2009 e Northern Kentucky nel 2017.
Delle 355 rappresentative universitarie di Division I, al torneo prendono parte soltanto 68 squadre. 31 posti sono riservati automaticamente alle squadre che hanno vinto il tournament conclusivo della rispettiva conference di appartenenza. Le restanti 37 squadre sono state selezionate dal NCAA Selection Committee il 16 marzo 2025, che ha provveduto inoltre ad assegnare un seed ad ogni squadra partecipante.
Un totale di 8 squadre (ovvero le 4 squadre con qualifica automatica con il seed più basso e le 4 squadre scelte dal Committee con il seed più basso) disputano la fase preliminare (First Four). Le 4 squadre vincenti delle rispettive sfide accedono al tabellone principale del torneo.
Ogni gara si disputa in gara unica sulla lunghezza di 40 minuti divisi in due tempi da 20 minuti ognuno. La squadra vincente passa al turno successivo e la squadra sconfitta viene eliminata dal torneo.

## Calendario e sede delle gare

### First Four
- 18 e 19 marzo 2025
  - University of Dayton Arena di Dayton, Ohio (University of Dayton).

### First RoundeSecond Round(Subregionals Rounds)
- 20 e 22 marzo 2025
  - Amica Mutual Pavilion di Providence, Rhode Island (ospite: Providence College)
  - Rupp Arena di Lexington, Kentucky (ospite: University of Kentucky)
  - Intrust Bank Arena di Wichita, Kansas (ospite: Wichita State University)
  - Ball Arena di Denver, Colorado (ospite: Mountain West Conference)
- 21 e 23 marzo 2025
  - Rocket Arena di Cleveland, Ohio (ospite: Mid-American Conference)
  - Fiserv Forum di Milwaukee, Wisconsin (ospite: Marquette University)
  - Lenovo Center di Raleigh, North Carolina (ospite: North Carolina State University)
  - Climate Pledge Arena di Seattle, Washington (ospite: University of Washington)

### Regional Semi-FinalseRegional Finals(Sweet SixteenedElite Eight)
- 27 e 29 marzo 2025
  - East Regional
    - Prudential Center di Newark, New Jersey (ospite: Seton Hall University)

  - West Regional
    - Chase Center di San Francisco, California (ospite: Pac-12 Conference[3])
- 28 e 30 marzo 2025
  - South Regional
    - State Farm Arena di Atlanta, Georgia (ospite: Georgia Institute of Technology)

  - Midwest Regional
    - Lucas Oil Stadium di Indianapolis, Indiana (ospiti: Horizon League e IU-Indianapolis)

### National SemifinalseChampionship(Final Four)
- 5 e 7 aprile 2025
  - Alamodome di San Antonio, Texas (ospiti: UTSA e University of the Incarnate Word)

La città di San Antonio ospita le Final Four per la quinta volta (l'ultima occasione risale al 2018).

## Squadre partecipanti

### Automatic bid
Le seguenti 31 squadre hanno ottenuto la qualificazione automaticamente grazie alla vittoria del tournament della loro conference di appartenenza.
| Conference      | Squadra              | Presenze | Ultima presenza | Risultato 2025 |
| --------------- | -------------------- | -------- | --------------- | -------------- |
| America East    | Bryant Bulldogs      | 2        | 2022            | First Round    |
| American        | Memphis Tigers       | 29       | 2023            | First Round    |
| Atlantic 10     | VCU Rams             | 20       | 2023            | First Round    |
| ACC             | Duke Blue Devils     | 47       | 2024            |                |
| ASUN            | Lipscomb Bisons      | 2        | 2018            | First Round    |
| Big 12          | Houston Cougars      | 26       | 2024            |                |
| Big East        | St. John's R. Storm  | 30       | 2019            | Second Round   |
| Big Sky         | Montana Grizzlies    | 13       | 2019            | First Round    |
| Big South       | High Point Panthers  | 1        | Esordio         | First Round    |
| Big Ten         | Michigan Wolverines  | 32       | 2022            |                |
| Big West        | UC San Diego Tritons | 1        | Esordio         | First Round    |
| CAA             | UNCW Seahawks        | 7        | 2017            | First Round    |
| CUSA            | Liberty Flames       | 6        | 2021            | First Round    |
| Horizon         | R. Morris Colonials  | 9        | 2015            | First Round    |
| Ivy League      | Yale Bulldogs        | 8        | 2024            | First Round    |
| MAAC            | MSM Mountaineers     | 7        | 2021            | First Round    |
| MAC             | Akron Zips           | 7        | 2024            | First Round    |
| MEAC            | Norfolk St. Spartans | 4        | 2022            | First Round    |
| Missouri Valley | Drake Bulldogs       | 8        | 2024            | Second Round   |
| Mountain West   | Colorado St. Rams    | 13       | 2024            | Second Round   |
| NEC             | St. Francis R. Flash | 2        | 1991            | First Four     |
| Ohio Valley     | SIUE Cougars         | 1        | Esordio         | First Round    |
| Patriot         | American Eagles      | 4        | 2014            | First Four     |
| SEC             | Florida Gators       | 23       | 2024            |                |
| Southern        | Wofford Terriers     | 6        | 2019            | First Round    |
| Southland       | McNeese Cowboys      | 4        | 2024            | Second Round   |
| SWAC            | Alabama St. Hornets  | 5        | 2011            | First Round    |
| Summit League   | Omaha Mavericks      | 1        | Esordio         | First Round    |
| Sun Belt        | Troy Trojans         | 3        | 2017            | First Round    |
| WAC             | GCU Antelopes        | 4        | 2024            | First Round    |
| WCC             | Gonzaga Bulldogs     | 27       | 2024            | Second Round   |

### At-large bid
Le seguenti 38 squadre hanno ottenuto l'accesso al torneo venendo scelte dal Select Committee come meritevoli per meriti sportivi della partecipazione.
| Conference    | Squadra                  | Presenze | Ultima presenza | Risultato 2025 |
| ------------- | ------------------------ | -------- | --------------- | -------------- |
| ACC           | Louisville Cardinals     | 40       | 2019            | First Round    |
| ACC           | N. Carol. Tar Heels      | 54       | 2024            | First Round    |
| ACC           | Clemson Tigers           | 14       | 2024            | First Round    |
| Big 12        | Arizona Wildcats         | 35       | 2024            |                |
| Big 12        | BYU Cougars              | 32       | 2024            |                |
| Big 12        | Baylor Bears             | 17       | 2024            | Second Round   |
| Big 12        | TTU Red Raiders          | 20       | 2024            |                |
| Big 12        | Kansas Jayhawks          | 52       | 2024            | First Round    |
| Big 12        | Iowa St. Cyclones        | 24       | 2024            | Second Round   |
| Big East      | UConn Huskies            | 37       | 2024            | Second Round   |
| Big East      | Marquette G. Eagles      | 37       | 2024            | First Round    |
| Big East      | Creighton Bluejays       | 26       | 2024            | Second Round   |
| Big East      | Xavier Musketeers        | 30       | 2023            | First Round    |
| Big Ten       | Wisconsin Badgers        | 28       | 2024            | Second Round   |
| Big Ten       | Oregon Ducks             | 19       | 2024            | Second Round   |
| Big Ten       | Maryland Terrapins       | 30       | 2023            |                |
| Big Ten       | MSU Spartans             | 38       | 2024            |                |
| Big Ten       | Purdue Boilermakers      | 35       | 2024            |                |
| Big Ten       | Illinois Fighting Illini | 35       | 2024            | Second Round   |
| Big Ten       | UCLA Bruins              | 51       | 2023            | Second Round   |
| Mountain West | New Mexico Lobos         | 17       | 2024            | Second Round   |
| Mountain West | SDSU Aztecs              | 17       | 2024            | First Four     |
| Mountain West | Utah St. Aggies          | 25       | 2024            | First Round    |
| SEC           | Alabama Crim. Tide       | 25       | 2024            |                |
| SEC           | MSU Bulldogs             | 14       | 2024            | First Round    |
| SEC           | Vand. Commodores         | 16       | 2017            | First Round    |
| SEC           | Missouri Tigers          | 29       | 2023            | First Round    |
| SEC           | Oklahoma Sooners         | 34       | 2021            | First Round    |
| SEC           | Ark. Razorbacks          | 36       | 2023            |                |
| SEC           | Auburn Tigers            | 14       | 2024            |                |
| SEC           | Texas A&M Aggies         | 17       | 2024            | Second Round   |
| SEC           | Michigan Wolverines      | 28       | 2022            | Sweet Sixteen  |
| SEC           | Ole Miss Rebels          | 10       | 2019            | Sweet Sixteen  |
| SEC           | Tenn. Volunteers         | 27       | 2024            |                |
| SEC           | Kentucky Wildcats        | 62       | 2024            |                |
| SEC           | Georgia Bulldogs         | 11       | 2015            | First Round    |
| SEC           | Texas Longhorns          | 39       | 2024            | First Four     |
| WCC           | Saint Mary's Gaels       | 14       | 2024            | Second Round   |

## Seeding
La testa di serie (seeding) di ogni squadra e la region sono stati determinati e resi pubblici il 16 marzo 2025 dal Select Committee insieme al tabellone del torneo.

### East Regional
| East Regional - Prudential Center, Newark (NJ) | East Regional - Prudential Center, Newark (NJ) | East Regional - Prudential Center, Newark (NJ) | East Regional - Prudential Center, Newark (NJ) | East Regional - Prudential Center, Newark (NJ) | East Regional - Prudential Center, Newark (NJ) | East Regional - Prudential Center, Newark (NJ) |
| S                                              | Squadra                                        | Conference                                     | Record                                         | OS                                             | Q                                              | Ultima presenza                                |
| ---------------------------------------------- | ---------------------------------------------- | ---------------------------------------------- | ---------------------------------------------- | ---------------------------------------------- | ---------------------------------------------- | ---------------------------------------------- |
| 1                                              | Duke Blue Devils                               | ACC                                            | 31–3                                           | 2                                              | A                                              | 2024                                           |
| 2                                              | Alabama Crim. Tide                             | SEC                                            | 25–8                                           | 6                                              | A-L                                            | 2024                                           |
| 3                                              | Wisconsin Badgers                              | Big Ten                                        | 26–9                                           | 12                                             | A-L                                            | 2024                                           |
| 4                                              | Arizona Wildcats                               | Big 12                                         | 22–12                                          | 16                                             | A-L                                            | 2024                                           |
| 5                                              | Oregon Ducks                                   | Big Ten                                        | 24–9                                           | 19                                             | A-L                                            | 2024                                           |
| 6                                              | BYU Cougars                                    | Big 12                                         | 24–9                                           | 21                                             | A-L                                            | 2024                                           |
| 7                                              | Saint Mary's Gaels                             | WCC                                            | 28–5                                           | 27                                             | A-L                                            | 2024                                           |
| 8                                              | MSU Bulldogs                                   | SEC                                            | 21–12                                          | 32                                             | A-L                                            | 2024                                           |
| 9                                              | Baylor Bears                                   | Big 12                                         | 19–14                                          | 35                                             | A-L                                            | 2024                                           |
| 10                                             | Vand. Commodores                               | SEC                                            | 20–12                                          | 39                                             | A-L                                            | 2017                                           |
| 11                                             | VCU Rams                                       | Atlantic 10                                    | 28–6                                           | 45                                             | A                                              | 2023                                           |
| 12                                             | Liberty Flames                                 | CUSA                                           | 28–6                                           | 50                                             | A                                              | 2021                                           |
| 13                                             | Akron Zips                                     | MAC                                            | 28–6                                           | 53                                             | A                                              | 2024                                           |
| 14                                             | Montana Grizzlies                              | Big Sky                                        | 25–9                                           | 58                                             | A                                              | 2019                                           |
| 15                                             | R. Morris Colonials                            | Horizon                                        | 26–8                                           | 59                                             | A                                              | 2015                                           |
| 16                                             | American Eagles                                | Patriot                                        | 22–12                                          | 65                                             | A                                              | 2014                                           |
| 16                                             | MSM Mountaineers                               | MAAC                                           | 22–12                                          | 66                                             | A                                              | 2021                                           |

Nota: Le due squadre con il seed n. 16 hanno disputato le First Four per accedere al tabellone principale.

### West Regional
| West Regional - Chase Center, San Francisco (CA) | West Regional - Chase Center, San Francisco (CA) | West Regional - Chase Center, San Francisco (CA) | West Regional - Chase Center, San Francisco (CA) | West Regional - Chase Center, San Francisco (CA) | West Regional - Chase Center, San Francisco (CA) |                 |
| S                                                | Squadra                                          | Conference                                       | Record                                           | OS                                               | Q                                                | Ultima presenza |
| ------------------------------------------------ | ------------------------------------------------ | ------------------------------------------------ | ------------------------------------------------ | ------------------------------------------------ | ------------------------------------------------ | --------------- |
| 1                                                | Florida Gators                                   | SEC                                              | 30–4                                             | 4                                                | A                                                | 2024            |
| 2                                                | St. John's R. Storm                              | Big East                                         | 30–4                                             | 8                                                | A                                                | 2019            |
| 3                                                | TTU Red Raiders                                  | Big 12                                           | 25–7                                             | 9                                                | A-L                                              | 2024            |
| 4                                                | Maryland Terrapins                               | Big Ten                                          | 25–8                                             | 15                                               | A-L                                              | 2023            |
| 5                                                | Memphis Tigers                                   | American                                         | 29–5                                             | 20                                               | A                                                | 2023            |
| 6                                                | Missouri Tigers                                  | SEC                                              | 22–11                                            | 23                                               | A-L                                              | 2023            |
| 7                                                | Kansas Jayhawks                                  | Big 12                                           | 21–12                                            | 28                                               | A-L                                              | 2024            |
| 8                                                | UConn Huskies                                    | Big East                                         | 23–10                                            | 31                                               | A-L                                              | 2024            |
| 9                                                | Oklahoma Sooners                                 | SEC                                              | 20–13                                            | 36                                               | A-L                                              | 2021            |
| 10                                               | Ark. Razorbacks                                  | SEC                                              | 20–13                                            | 37                                               | A-L                                              | 2023            |
| 11                                               | Drake Bulldogs                                   | Missouri Valley                                  | 30–3                                             | 44                                               | A                                                | 2024            |
| 12                                               | Colorado St. Rams                                | Mountain West                                    | 25–9                                             | 48                                               | A                                                | 2024            |
| 13                                               | GCU Antelopes                                    | WAC                                              | 26–7                                             | 54                                               | A                                                | 2024            |
| 14                                               | UNCW Seahawks                                    | CAA                                              | 27–7                                             | 57                                               | A                                                | 2017            |
| 15                                               | Omaha Mavericks                                  | Summit League                                    | 22–12                                            | 61                                               | A                                                | Esordio         |
| 16                                               | Norfolk St. Spartans                             | MEAC                                             | 24–10                                            | 63                                               | A                                                | 2022            |

### South Regional
| South Regional - State Farm Arena, Atlanta (GA) | South Regional - State Farm Arena, Atlanta (GA) | South Regional - State Farm Arena, Atlanta (GA) | South Regional - State Farm Arena, Atlanta (GA) | South Regional - State Farm Arena, Atlanta (GA) | South Regional - State Farm Arena, Atlanta (GA) | South Regional - State Farm Arena, Atlanta (GA) |
| S                                               | Squadra                                         | Conference                                      | Record                                          | OS                                              | Q                                               | Ultima presenza                                 |
| ----------------------------------------------- | ----------------------------------------------- | ----------------------------------------------- | ----------------------------------------------- | ----------------------------------------------- | ----------------------------------------------- | ----------------------------------------------- |
| 1                                               | Auburn Tigers                                   | SEC                                             | 28–5                                            | 1                                               | A-L                                             | 2024                                            |
| 2                                               | MSU Spartans                                    | Big Ten                                         | 27–6                                            | 7                                               | A-L                                             | 2024                                            |
| 3                                               | Iowa St. Cyclones                               | Big 12                                          | 24–9                                            | 10                                              | A-L                                             | 2024                                            |
| 4                                               | Texas A&M Aggies                                | SEC                                             | 22–10                                           | 13                                              | A-L                                             | 2024                                            |
| 5                                               | Michigan Wolverines                             | Big Ten                                         | 25–9                                            | 17                                              | A-L                                             | 2022                                            |
| 6                                               | Ole Miss Rebels                                 | SEC                                             | 22–11                                           | 24                                              | A-L                                             | 2019                                            |
| 7                                               | Marquette G. Eagles                             | Big East                                        | 23–10                                           | 26                                              | A-L                                             | 2024                                            |
| 8                                               | Louisville Cardinals                            | ACC                                             | 27–7                                            | 29                                              | A-L                                             | 2019                                            |
| 9                                               | Creighton Bluejays                              | Big East                                        | 24–10                                           | 33                                              | A-L                                             | 2024                                            |
| 10                                              | New Mexico Lobos                                | Mountain West                                   | 26–7                                            | 38                                              | A-L                                             | 2024                                            |
| 11                                              | SDSU Aztecs                                     | Mountain West                                   | 21–9                                            | 43                                              | A-L                                             | 2024                                            |
| 11                                              | N. Carol. Tar Heels                             | ACC                                             | 22–13                                           | 46                                              | A-L                                             | 2024                                            |
| 12                                              | UC San Diego Tritons                            | Big West                                        | 30–4                                            | 47                                              | A                                               | Esordio                                         |
| 13                                              | Yale Bulldogs                                   | Ivy League                                      | 22–7                                            | 51                                              | A                                               | 2024                                            |
| 14                                              | Lipscomb Bisons                                 | ASUN                                            | 25–9                                            | 55                                              | A                                               | 2018                                            |
| 15                                              | Bryant Bulldogs                                 | America East                                    | 23–11                                           | 62                                              | A                                               | 2022                                            |
| 16                                              | Alabama St. Hornets                             | SWAC                                            | 19–15                                           | 67                                              | A                                               | 2011                                            |
| 16                                              | St. Francis R. Flash                            | NEC                                             | 16–17                                           | 68                                              | A                                               | 1991                                            |

Nota: Le due squadre con il seed n. 11 e le due squadre con il seed n. 16 hanno disputato le First Four per accedere al tabellone principale.

### Midwest Regional
| Midwest Regional - Lucas Oil Stadium, Indianapolis (IN) | Midwest Regional - Lucas Oil Stadium, Indianapolis (IN) | Midwest Regional - Lucas Oil Stadium, Indianapolis (IN) | Midwest Regional - Lucas Oil Stadium, Indianapolis (IN) | Midwest Regional - Lucas Oil Stadium, Indianapolis (IN) | Midwest Regional - Lucas Oil Stadium, Indianapolis (IN) | Midwest Regional - Lucas Oil Stadium, Indianapolis (IN) |
| S                                                       | Squadra                                                 | Conference                                              | Record                                                  | OS                                                      | Q                                                       | Ultima presenza                                         |
| ------------------------------------------------------- | ------------------------------------------------------- | ------------------------------------------------------- | ------------------------------------------------------- | ------------------------------------------------------- | ------------------------------------------------------- | ------------------------------------------------------- |
| 1                                                       | Houston Cougars                                         | Big 12                                                  | 30–4                                                    | 3                                                       | A                                                       | 2024                                                    |
| 2                                                       | Tenn. Volunteers                                        | SEC                                                     | 27–7                                                    | 5                                                       | A-L                                                     | 2024                                                    |
| 3                                                       | Kentucky Wildcats                                       | SEC                                                     | 22–11                                                   | 11                                                      | A-L                                                     | 2024                                                    |
| 4                                                       | Purdue Boilermakers                                     | Big Ten                                                 | 22–11                                                   | 14                                                      | A-L                                                     | 2024                                                    |
| 5                                                       | Clemson Tigers                                          | ACC                                                     | 27–6                                                    | 18                                                      | A-L                                                     | 2024                                                    |
| 6                                                       | Illinois Fighting Illini                                | Big Ten                                                 | 21–12                                                   | 22                                                      | A-L                                                     | 2024                                                    |
| 7                                                       | UCLA Bruins                                             | Big Ten                                                 | 22–9                                                    | 25                                                      | A-L                                                     | 2023                                                    |
| 8                                                       | Gonzaga Bulldogs                                        | WCC                                                     | 25–8                                                    | 30                                                      | A                                                       | 2024                                                    |
| 9                                                       | Georgia Bulldogs                                        | SEC                                                     | 20–12                                                   | 34                                                      | A-L                                                     | 2015                                                    |
| 10                                                      | Utah St. Aggies                                         | Mountain West                                           | 26–7                                                    | 40                                                      | A-L                                                     | 2024                                                    |
| 11                                                      | Texas Longhorns                                         | SEC                                                     | 19–15                                                   | 41                                                      | A-L                                                     | 2024                                                    |
| 11                                                      | Xavier Musketeers                                       | Big East                                                | 21–11                                                   | 42                                                      | A-L                                                     | 2023                                                    |
| 12                                                      | McNeese Cowboys                                         | Southland                                               | 27–6                                                    | 49                                                      | A                                                       | 2024                                                    |
| 13                                                      | High Point Panthers                                     | Big South                                               | 29–5                                                    | 52                                                      | A                                                       | Esordio                                                 |
| 14                                                      | Troy Trojans                                            | Sun Belt                                                | 23–10                                                   | 56                                                      | A                                                       | 2017                                                    |
| 15                                                      | Wofford Terriers                                        | Southern                                                | 19–15                                                   | 60                                                      | A                                                       | 2019                                                    |
| 16                                                      | SIUE Cougars                                            | Ohio Valley                                             | 22–11                                                   | 64                                                      | A                                                       | Esordio                                                 |

Nota: Le due squadre con il seed n. 11 hanno disputato le First Four per accedere al tabellone principale.

## Tabellone

### First Four
Le First Four vedono come protagoniste un totale di 8 squadre, ovvero le 4 squadre con il seed più basso tra quelle qualificate automaticamente come vincitrici di un conference tournament e le 4 squadre con il seed più basso tra quelle selezionate dal Select Committee come meritevoli di partecipare al torneo.
|  | 18 marzo - South Regional |                      |    |  |
|  |                           |                      |    |  |
|  | 16                        | Alabama St. Hornets  | 70 |  |
|  | 16                        | St. Francis R. Flash | 68 |  |

|  | 18 marzo - South Regional |                     |    |  |
|  |                           |                     |    |  |
|  | 11                        | SDSU Aztecs         | 68 |  |
|  | 11                        | N. Carol. Tar Heels | 95 |  |

|  | 19 marzo - East Regional |                  |    |  |
|  |                          |                  |    |  |
|  | 16                       | American Eagles  | 72 |  |
|  | 16                       | MSM Mountaineers | 83 |  |

|  | 19 marzo - Midwest Regional |                   |    |  |
|  |                             |                   |    |  |
|  | 11                          | Texas Longhorns   | 80 |  |
|  | 11                          | Xavier Musketeers | 86 |  |

#### Tabellini

##### South Regional
| Arbitri: | Clarence Armstrong Amy Bonner Anthony Burris |

|                                 |            |                             |
| Cranford 18 Pinedo 17 Parker 12 | Punti      | 16 Knox 11 Madlock 10 Hines |
| Sanon 4                         | Assist     | 3 Fulcher, Simpson          |
| Cranford 8                      | Rimbalzi   | 7 Bass, Madlock             |
| Rob Krimmel                     | Allenatori | Tony Madlock                |

Con la vittoria per 70-68, gli Alabama State Hornets hanno eliminato i Saint Francis Red Flash e si sono qualificati al First Round.
| Arbitri: | Nathan Hall Tony Padilla Doug Simons |

|                                                               |            |                                    |
| Boyd, McKinney 12 B. J. Davis, Gwath 9 Coleman-Jones, Heide 6 | Punti      | 26 R. J. Davis 16 Trimble 12 Lubin |
| B. J. Davis 3                                                 | Assist     | 12 Cadeau                          |
| Heide 6                                                       | Rimbalzi   | 10 Withers                         |
| Brian Dutcher                                                 | Allenatori | Hubert Davis                       |

Con la vittoria per 95-68, i North Carolina Tar Heels hanno battuto i San Diego State Aztecs e si sono qualificati al First Round.

##### East Regional
| Arbitri: | Kellen Miliner D. G. Nelson Larry Scirotto |

|                                        |            |                                                |
| Adebayo, Cordilla 22 Hobbs 17 Keyes 10 | Punti      | 18 Sprouse 12 Stephens 9 Jones, Mayock, Smalls |
| Ervin 23                               | Assist     | 5 Ball, Stephens                               |
| Keyes 8                                | Rimbalzi   | 7 Michaels                                     |
| Donny Lind                             | Allenatori | Duane Simpkins                                 |

Con la vittoria per 83-72, i Mount St. Mary Mountaineers hanno battuto gli American Eagles e si sono qualificati al First Round.

##### Midwest Regional
| Arbitri: | James Breeding Chris Merlo Terry Oglesby |

|                                            |            |                                |
| Foster 22 Freemantle 15 Cornwell, Swain 11 | Punti      | 23 Johnson 16 Mark 11 Shedrick |
| McKnight 5                                 | Assist     | 5 Mark                         |
| Foster 8                                   | Rimbalzi   | 7 Shedrick                     |
| Sean Miller                                | Allenatori | Rodney Terry                   |

Con il punteggio di 86-80 in loro favore, gli Xavier Musketeers hanno eliminato i Texas Longhorns e si sono qualificati al First Round.

### South Regional
|  | First Round (Ottavi di finale) 20-21 marzo | First Round (Ottavi di finale) 20-21 marzo | First Round (Ottavi di finale) 20-21 marzo |                     |    | Second Round (Quarti di finale) 22-23 marzo | Second Round (Quarti di finale) 22-23 marzo | Second Round (Quarti di finale) 22-23 marzo |  |  | Regional Semifinals (Sweet 16) 26 marzo | Regional Semifinals (Sweet 16) 26 marzo | Regional Semifinals (Sweet 16) 26 marzo |  |  | Regional Final (Elite 8) 30 marzo | Regional Final (Elite 8) 30 marzo | Regional Final (Elite 8) 30 marzo |  |
|  |                                            |                                            |                                            |                     |    |                                             |                                             |                                             |  |  |                                         |                                         |                                         |  |  |                                   |                                   |                                   |  |
|  | 1                                          | Auburn Tigers                              | 83                                         |                     |    |                                             |                                             |                                             |  |  |                                         |                                         |                                         |  |  |                                   |                                   |                                   |  |
|  | 1                                          | Auburn Tigers                              | 83                                         |                     |    |                                             |                                             |                                             |  |  |                                         |                                         |                                         |  |  |                                   |                                   |                                   |  |
|  | 16                                         | Alabama St. Hornets                        | 63                                         |                     |    |                                             |                                             |                                             |  |  |                                         |                                         |                                         |  |  |                                   |                                   |                                   |  |
|  | 16                                         | Alabama St. Hornets                        | 63                                         |                     | 1  | Auburn Tigers                               | 82                                          |                                             |  |  |                                         |                                         |                                         |  |  |                                   |                                   |                                   |  |
|  |                                            |                                            |                                            |                     | 1  | Auburn Tigers                               | 82                                          |                                             |  |  |                                         |                                         |                                         |  |  |                                   |                                   |                                   |  |
|  |                                            |                                            | 9                                          | Creighton Bluejays  | 70 |                                             |                                             |                                             |  |  |                                         |                                         |                                         |  |  |                                   |                                   |                                   |  |
|  | 8                                          | Louisville Cardinals                       | 9                                          | Creighton Bluejays  | 70 | 75                                          |                                             |                                             |  |  |                                         |                                         |                                         |  |  |                                   |                                   |                                   |  |
|  | 8                                          | Louisville Cardinals                       |                                            |                     |    |                                             |                                             |                                             |  |  |                                         |                                         |                                         |  |  |                                   |                                   |                                   |  |
|  | 9                                          | Creighton Bluejays                         | 89                                         |                     |    |                                             |                                             |                                             |  |  |                                         |                                         |                                         |  |  |                                   |                                   |                                   |  |
|  | 9                                          | Creighton Bluejays                         | 89                                         |                     | 1  | Auburn Tigers                               | 78                                          |                                             |  |  |                                         |                                         |                                         |  |  |                                   |                                   |                                   |  |
|  |                                            |                                            |                                            |                     |    |                                             |                                             |                                             |  |  |                                         |                                         |                                         |  |  |                                   |                                   |                                   |  |
|  |                                            |                                            | 5                                          | Michigan Wolverines | 65 |                                             |                                             |                                             |  |  |                                         |                                         |                                         |  |  |                                   |                                   |                                   |  |
|  | 5                                          | Michigan Wolverines                        | 5                                          | Michigan Wolverines | 65 | 68                                          |                                             |                                             |  |  |                                         |                                         |                                         |  |  |                                   |                                   |                                   |  |
|  | 5                                          | Michigan Wolverines                        |                                            |                     |    |                                             |                                             |                                             |  |  |                                         |                                         |                                         |  |  |                                   |                                   |                                   |  |
|  | 12                                         | UC San Diego Tritons                       | 65                                         |                     |    |                                             |                                             |                                             |  |  |                                         |                                         |                                         |  |  |                                   |                                   |                                   |  |
|  | 12                                         | UC San Diego Tritons                       | 65                                         |                     | 5  | Michigan Wolverines                         | 91                                          |                                             |  |  |                                         |                                         |                                         |  |  |                                   |                                   |                                   |  |
|  |                                            |                                            |                                            |                     | 5  | Michigan Wolverines                         | 91                                          |                                             |  |  |                                         |                                         |                                         |  |  |                                   |                                   |                                   |  |
|  |                                            |                                            | 4                                          | Texas A&M Aggies    | 79 |                                             |                                             |                                             |  |  |                                         |                                         |                                         |  |  |                                   |                                   |                                   |  |
|  | 4                                          | Texas A&M Aggies                           | 4                                          | Texas A&M Aggies    | 79 | 80                                          |                                             |                                             |  |  |                                         |                                         |                                         |  |  |                                   |                                   |                                   |  |
|  | 4                                          | Texas A&M Aggies                           |                                            |                     |    |                                             |                                             |                                             |  |  |                                         |                                         |                                         |  |  |                                   |                                   |                                   |  |
|  | 13                                         | Yale Bulldogs                              | 71                                         |                     |    |                                             |                                             |                                             |  |  |                                         |                                         |                                         |  |  |                                   |                                   |                                   |  |
|  | 13                                         | Yale Bulldogs                              | 71                                         |                     | 1  | Auburn Tigers                               | 70                                          |                                             |  |  |                                         |                                         |                                         |  |  |                                   |                                   |                                   |  |
|  |                                            |                                            |                                            |                     |    |                                             |                                             |                                             |  |  |                                         |                                         |                                         |  |  |                                   |                                   |                                   |  |
|  |                                            |                                            | 2                                          | MSU Spartans        | 64 |                                             |                                             |                                             |  |  |                                         |                                         |                                         |  |  |                                   |                                   |                                   |  |
|  | 6                                          | Ole Miss Rebels                            | 2                                          | MSU Spartans        | 64 | 71                                          |                                             |                                             |  |  |                                         |                                         |                                         |  |  |                                   |                                   |                                   |  |
|  | 6                                          | Ole Miss Rebels                            |                                            |                     |    |                                             |                                             |                                             |  |  |                                         |                                         |                                         |  |  |                                   |                                   |                                   |  |
|  | 11                                         | N. Carol. Tar Heels                        | 64                                         |                     |    |                                             |                                             |                                             |  |  |                                         |                                         |                                         |  |  |                                   |                                   |                                   |  |
|  | 11                                         | N. Carol. Tar Heels                        | 64                                         |                     | 6  | Ole Miss Rebels                             | 91                                          |                                             |  |  |                                         |                                         |                                         |  |  |                                   |                                   |                                   |  |
|  |                                            |                                            |                                            |                     | 6  | Ole Miss Rebels                             | 91                                          |                                             |  |  |                                         |                                         |                                         |  |  |                                   |                                   |                                   |  |
|  |                                            |                                            | 3                                          | Iowa St. Cyclones   | 78 |                                             |                                             |                                             |  |  |                                         |                                         |                                         |  |  |                                   |                                   |                                   |  |
|  | 3                                          | Iowa St. Cyclones                          | 3                                          | Iowa St. Cyclones   | 78 | 82                                          |                                             |                                             |  |  |                                         |                                         |                                         |  |  |                                   |                                   |                                   |  |
|  | 3                                          | Iowa St. Cyclones                          |                                            |                     |    |                                             |                                             |                                             |  |  |                                         |                                         |                                         |  |  |                                   |                                   |                                   |  |
|  | 14                                         | Lipscomb Bisons                            | 55                                         |                     |    |                                             |                                             |                                             |  |  |                                         |                                         |                                         |  |  |                                   |                                   |                                   |  |
|  | 14                                         | Lipscomb Bisons                            | 55                                         |                     | 6  | Ole Miss Rebels                             | 70                                          |                                             |  |  |                                         |                                         |                                         |  |  |                                   |                                   |                                   |  |
|  |                                            |                                            |                                            |                     |    |                                             |                                             |                                             |  |  |                                         |                                         |                                         |  |  |                                   |                                   |                                   |  |
|  |                                            |                                            | 2                                          | MSU Spartans        | 73 |                                             |                                             |                                             |  |  |                                         |                                         |                                         |  |  |                                   |                                   |                                   |  |
|  | 7                                          | Marquette G. Eagles                        | 2                                          | MSU Spartans        | 73 | 66                                          |                                             |                                             |  |  |                                         |                                         |                                         |  |  |                                   |                                   |                                   |  |
|  | 7                                          | Marquette G. Eagles                        |                                            |                     |    |                                             |                                             |                                             |  |  |                                         |                                         |                                         |  |  |                                   |                                   |                                   |  |
|  | 10                                         | New Mexico Lobos                           | 75                                         |                     |    |                                             |                                             |                                             |  |  |                                         |                                         |                                         |  |  |                                   |                                   |                                   |  |
|  | 10                                         | New Mexico Lobos                           | 75                                         |                     | 10 | New Mexico Lobos                            | 63                                          |                                             |  |  |                                         |                                         |                                         |  |  |                                   |                                   |                                   |  |
|  |                                            |                                            |                                            |                     | 10 | New Mexico Lobos                            | 63                                          |                                             |  |  |                                         |                                         |                                         |  |  |                                   |                                   |                                   |  |
|  |                                            |                                            | 2                                          | MSU Spartans        | 71 |                                             |                                             |                                             |  |  |                                         |                                         |                                         |  |  |                                   |                                   |                                   |  |
|  | 2                                          | MSU Spartans                               | 2                                          | MSU Spartans        | 71 | 87                                          |                                             |                                             |  |  |                                         |                                         |                                         |  |  |                                   |                                   |                                   |  |
|  | 2                                          | MSU Spartans                               |                                            |                     |    |                                             |                                             |                                             |  |  |                                         |                                         |                                         |  |  |                                   |                                   |                                   |  |
|  | 15                                         | Bryant Bulldogs                            | 62                                         |                     |    |                                             |                                             |                                             |  |  |                                         |                                         |                                         |  |  |                                   |                                   |                                   |  |

#### Tabellini

##### First Round
| Arbitri: | Paul Szelc Ted Valentine Brooks Wells |

|                                    |            |                                 |
| Neal 29 Ashworth 22 Kalkbrenner 14 | Punti      | 22 Hepburn 21 Edwards 13 Hadley |
| Neal 5                             | Assist     | 6 Hepburn                       |
| Neal 12                            | Rimbalzi   | 8 Hadley                        |
| Greg McDermott                     | Allenatori | Pat Kelsey                      |

Con il punteggio di 89-75 in loro favore, i Creighton Bluejays hanno eliminato i Louisville Cardinals e si sono qualificati al Second Round.
| Arbitri: | Isaac Barnett Jeff Clark Joe Lindsay |

|                            |            |                                 |
| Knox 18 Madlock 11 Hines 9 | Punti      | 23 Kelly 16 Pettiford 14 Broome |
| Bass 2                     | Assist     | 6 Jones                         |
| Bass 9                     | Rimbalzi   | 11 Broome                       |
| Tony Madlock               | Allenatori | Bruce Pearl                     |

Con il punteggio di 83-63 in loro favore, gli Auburn Tigers hanno eliminato gli Alabama State Hornets e si sono qualificati al Second Round.
| Arbitri: | Chuck Jones Chance Moore Mike Reed |

|                                       |            |                              |
| Poulakidas 23 Townsend 15 Celiscar 12 | Punti      | 25 Payne 16 Taylor 10 Carter |
| Mbeng 9                               | Assist     | 5 Taylor                     |
| Mbeng 8                               | Rimbalzi   | 10 Payne                     |
| James Jones                           | Allenatori | Buzz Williams                |

Con il punteggio di 80-71 in suo favore, i Texas A&M Aggies hanno eliminato gli Yale Bulldogs e si sono qualificati al Second Round.
| Arbitri: | Lee Cassell Verne Harris Justin Porterfield |

|                            |            |                                 |
| McGhie 25 Kapic 15 Gray 10 | Punti      | 14 Goldin 12 Donaldson 11 Gayle |
| Gray, Kapic 3              | Assist     | 4 Burnett                       |
| McGhie 9                   | Rimbalzi   | 11 Wolf                         |
| Eric Olen                  | Allenatori | Dusty May                       |

Con il punteggio di 68-65 in loro favore, i Michigan Wolverines hanno eliminato gli UC San Diego Tritons e si sono qualificati al Second Round.
| Arbitri: | Tim Clougherty Mark Schnur Bert Smith |

|                                 |            |                                             |
| Ognacevic 18 Powell 11 Pruitt 7 | Punti      | 20 Momcilovic 17 Jones 10 Jefferson, Lipsey |
| Anderson 4                      | Assist     | 8 Jefferson                                 |
| Anderson Pruitt 5               | Rimbalzi   | 8 Jefferson                                 |
| Eric Olen                       | Allenatori | Dusty May                                   |

Con il punteggio di 82-55 in loro favore, gli Iowa State Cyclones hanno eliminato i Lipscomb Bisons e si sono qualificati al Second Round.
| Arbitri: | Deldre Carr Brian Dorsey Jeb Hartness |

|                                   |            |                                      |
| R. J. Davis 15 Lubin 14 Trimble 9 | Punti      | 20 Pedulla 15 D. Davis 12 Brakefield |
| Cadeau 8                          | Assist     | 5 Pedulla                            |
| Washington 8                      | Rimbalzi   | 8 D. Davis                           |
| non conosciuta (bandiera)         | Allenatori | Chris Beard                          |

Con il punteggio di 71-64 in loro favore, gli Ole Miss Rebels hanno eliminato i North Carolina Tar Heels e si sono qualificati al Second Round.
| Arbitri: | Rick Crawford (arbitro di pallacanestro) Don Daily Randy Richardson |

|                                        |            |                           |
| Dent 21 Junior Joseph 19 Washington 12 | Punti      | 28 Joplin 15 Jones 9 Gold |
| Washington 6                           | Assist     | 5 Jones                   |
| Amzil 8                                | Rimbalzi   | 6 Gold                    |
| Richard Pitino                         | Allenatori | Shaka Smart               |

Con il punteggio di 75-66 in loro favore, i New Mexico Lobos hanno eliminato i Marquette Golden Eagles e si sono qualificati al Second Round.
| Arbitri: | Anthony Jordan Brian McNutt Ray Natili |

|                                           |            |                                   |
| Pinzon 21 Timberlake 14 Evans, Mitchell 7 | Punti      | 18 Carr 15 Richardson 14 Holloman |
| Timberlake 5                              | Assist     | 6 Fears                           |
| Evans, Mitchell, Pinzon 5                 | Rimbalzi   | 9 Carr, Cooper, Kohler            |
| Phil Martelli Jr.                         | Allenatori | Tom Izzo                          |

Con il punteggio di 87-62 in loro favore, i Michigan State Spartans hanno eliminato i Bryant Bulldogs e si sono qualificati al Second Round.

##### Second Round
| Arbitri: | Pat Driscoll Byron Jarrett Earl Walton |

|                            |            |                              |
| Gayle 26 Goldin 23 Wolf 14 | Punti      | 26 Payne 14 Taylor 11 Garcia |
| Donaldson, Jones, Wolf 4   | Assist     | 6 Phelps                     |
| Goldin 12                  | Rimbalzi   | 7 Phelps                     |
| Dusty May                  | Allenatori | Buzz Williams                |

Con il punteggio di 91-79 in loro favore, i Michigan Wolverines hanno eliminato i Texas A&M Aggies e si sono qualificati per le Sweet Sixteen.
| Arbitri: | Steven Anderson Brent Hampton Doug Simons |

|                                              |            |                                       |
| Kalkbrenner 18 Ashworth, Neal 13 McAndrew 12 | Punti      | 23 Pettiford 17 Baker-Mazara 15 Jones |
| Ashworth 8                                   | Assist     | 3 Cardwell, Jones, Pettiford          |
| Kalkbrenner 7                                | Rimbalzi   | 12 Broome                             |
| Greg McDermott                               | Allenatori | Bruce Pearl                           |

Con il punteggio di 82-70 in loro favore, gli Auburn Tigers hanno eliminato i Creighton Bluejays e si sono qualificati per le Sweet Sixteen.
| Arbitri: | K. B. Burdett John Gaffney Keith Kimble |

|                                 |            |                                |
| Pedulla 20 Brakefield 19 Dia 18 | Punti      | 26 Jones 16 Jefferson 13 Heise |
| Pedulla 8                       | Assist     | 3 Jones                        |
| Dia 8                           | Rimbalzi   | 8 Jefferson                    |
| Chris Beard                     | Allenatori | T. J. Otzelberger              |

Con il punteggio di 91-78 in loro favore, gli Ole Miss Rebels hanno eliminato gli Iowa State Cyclones e si sono qualificati alle Sweet Sixteen.
| Arbitri: | Tony Chiazza Michael Irving Terry Oglesby |

|                                              |            |                                |
| Junior Joseph 16 Amzil, Dent 14 Washington 8 | Punti      | 16 Akins 14 Holloman 10 Fidler |
| Dent 6                                       | Assist     | 4 Holloman, Richardson         |
| Borovicanin, Junior Joseph 7                 | Rimbalzi   | 8 Cooper                       |
| Richard Pitino                               | Allenatori | Tom Izzo                       |

Con il punteggio di 71-63 in loro favore, i Michigan State Spartans hanno eliminato i New Mexico Lobos e si sono qualificati alle Sweet Sixteen.

##### Regional Semifinals
| Arbitri: | D. J. Carstensen John Gaffney Kipp Kissinger |

|                              |            |                                |
| Pedulla 24 Murrell 13 Dia 11 | Punti      | 20 Richardson 15 Carr 13 Akins |
| Pedulla 4                    | Assist     | 6 Fears Jr.                    |
| Brakefield 7                 | Rimbalzi   | 7 Cooper                       |
| Chris Beard                  | Allenatori | Tom Izzo                       |

Con il punteggio di 73-70 in loro favore, i Michigan State Spartans hanno eliminato gli Ole Miss Rebels e si sono qualificati alle Elite 8.
| Arbitri: | Patrick Adams Thomas Morrissey Randy Richardson |

|                                        |            |                                              |
| Wolf 20 Burnett, Goldin 10 Gayle Jr. 7 | Punti      | 22 Broome 20 Jones, Pettiford 6 Baker-Mazara |
| Burnett 2                              | Assist     | 3 Cardwell, Johnson, Pettiford               |
| Goldin 9                               | Rimbalzi   | 16 Broome                                    |
| Dusty May                              | Allenatori | Bruce Pearl                                  |

Con il punteggio di 78-65 in loro favore, gli Auburn Tigers hanno eliminato i Michigan Wolverines e si sono qualificati alle Elite 8.

##### Regional Final
| Arbitri: | Jeffrey Anderson Don Daily Ron Groover |

|                                  |            |                                                |
| Kohler 17 Akins 15 Richardson 11 | Punti      | 25 Broome 10 Pettiford 8 Johnson, Jones, Kelly |
| Fears Jr. 5                      | Assist     | 5 Baker-Mazara                                 |
| Kohler 11                        | Rimbalzi   | 14 Broome                                      |
| Tom Izzo                         | Allenatori | Bruce Pearl                                    |

Con il punteggio di 70-64 in loro favore, gli Auburn Tigers hanno eliminato i Michigan State Spartans e si sono qualificati alle First 4.

#### South Regional All-Tournament Team
Nota: In grassetto il giocatore nominato come Most Outstanding Player.
| Giocatore        | Squadra             |
| ---------------- | ------------------- |
| Johni Broome     | Auburn Tigers       |
| Tahaad Pettiford | Auburn Tigers       |
| Jase Richardson  | MSU Spartans        |
| Daniel Wolf      | Michigan Wolverines |
| Sean Padulla     | Ole Miss Rebels     |

### West Regional
|  | First Round (Ottavi di finale) 20-21 marzo | First Round (Ottavi di finale) 20-21 marzo | First Round (Ottavi di finale) 20-21 marzo |                     |    | Second Round (Quarti di finale) 22-23 marzo | Second Round (Quarti di finale) 22-23 marzo | Second Round (Quarti di finale) 22-23 marzo |  |  | Regional Semifinals (Sweet 16) 27 marzo | Regional Semifinals (Sweet 16) 27 marzo | Regional Semifinals (Sweet 16) 27 marzo |  |  | Regional Final (Elite 8) 29 marzo | Regional Final (Elite 8) 29 marzo | Regional Final (Elite 8) 29 marzo |  |
|  |                                            |                                            |                                            |                     |    |                                             |                                             |                                             |  |  |                                         |                                         |                                         |  |  |                                   |                                   |                                   |  |
|  | 1                                          | Florida Gators                             | 95                                         |                     |    |                                             |                                             |                                             |  |  |                                         |                                         |                                         |  |  |                                   |                                   |                                   |  |
|  | 1                                          | Florida Gators                             | 95                                         |                     |    |                                             |                                             |                                             |  |  |                                         |                                         |                                         |  |  |                                   |                                   |                                   |  |
|  | 16                                         | Norfolk St. Spartans                       | 69                                         |                     |    |                                             |                                             |                                             |  |  |                                         |                                         |                                         |  |  |                                   |                                   |                                   |  |
|  | 16                                         | Norfolk St. Spartans                       | 69                                         |                     | 1  | Florida Gators                              | 77                                          |                                             |  |  |                                         |                                         |                                         |  |  |                                   |                                   |                                   |  |
|  |                                            |                                            |                                            |                     | 1  | Florida Gators                              | 77                                          |                                             |  |  |                                         |                                         |                                         |  |  |                                   |                                   |                                   |  |
|  |                                            |                                            | 8                                          | UConn Huskies       | 75 |                                             |                                             |                                             |  |  |                                         |                                         |                                         |  |  |                                   |                                   |                                   |  |
|  | 8                                          | UConn Huskies                              | 8                                          | UConn Huskies       | 75 | 67                                          |                                             |                                             |  |  |                                         |                                         |                                         |  |  |                                   |                                   |                                   |  |
|  | 8                                          | UConn Huskies                              |                                            |                     |    |                                             |                                             |                                             |  |  |                                         |                                         |                                         |  |  |                                   |                                   |                                   |  |
|  | 9                                          | Oklahoma Sooners                           | 59                                         |                     |    |                                             |                                             |                                             |  |  |                                         |                                         |                                         |  |  |                                   |                                   |                                   |  |
|  | 9                                          | Oklahoma Sooners                           | 59                                         |                     | 1  | Florida Gators                              | 87                                          |                                             |  |  |                                         |                                         |                                         |  |  |                                   |                                   |                                   |  |
|  |                                            |                                            |                                            |                     |    |                                             |                                             |                                             |  |  |                                         |                                         |                                         |  |  |                                   |                                   |                                   |  |
|  |                                            |                                            | 4                                          | Maryland Terrapins  | 71 |                                             |                                             |                                             |  |  |                                         |                                         |                                         |  |  |                                   |                                   |                                   |  |
|  | 5                                          | Memphis Tigers                             | 4                                          | Maryland Terrapins  | 71 | 70                                          |                                             |                                             |  |  |                                         |                                         |                                         |  |  |                                   |                                   |                                   |  |
|  | 5                                          | Memphis Tigers                             |                                            |                     |    |                                             |                                             |                                             |  |  |                                         |                                         |                                         |  |  |                                   |                                   |                                   |  |
|  | 12                                         | Colorado St. Rams                          | 78                                         |                     |    |                                             |                                             |                                             |  |  |                                         |                                         |                                         |  |  |                                   |                                   |                                   |  |
|  | 12                                         | Colorado St. Rams                          | 78                                         |                     | 12 | Colorado St. Rams                           | 71                                          |                                             |  |  |                                         |                                         |                                         |  |  |                                   |                                   |                                   |  |
|  |                                            |                                            |                                            |                     | 12 | Colorado St. Rams                           | 71                                          |                                             |  |  |                                         |                                         |                                         |  |  |                                   |                                   |                                   |  |
|  |                                            |                                            | 4                                          | Maryland Terrapins  | 72 |                                             |                                             |                                             |  |  |                                         |                                         |                                         |  |  |                                   |                                   |                                   |  |
|  | 4                                          | Maryland Terrapins                         | 4                                          | Maryland Terrapins  | 72 | 81                                          |                                             |                                             |  |  |                                         |                                         |                                         |  |  |                                   |                                   |                                   |  |
|  | 4                                          | Maryland Terrapins                         |                                            |                     |    |                                             |                                             |                                             |  |  |                                         |                                         |                                         |  |  |                                   |                                   |                                   |  |
|  | 13                                         | GCU Antelopes                              | 49                                         |                     |    |                                             |                                             |                                             |  |  |                                         |                                         |                                         |  |  |                                   |                                   |                                   |  |
|  | 13                                         | GCU Antelopes                              | 49                                         |                     | 1  | Florida Gators                              |                                             |                                             |  |  |                                         |                                         |                                         |  |  |                                   |                                   |                                   |  |
|  |                                            |                                            |                                            |                     |    |                                             |                                             |                                             |  |  |                                         |                                         |                                         |  |  |                                   |                                   |                                   |  |
|  |                                            |                                            | 3                                          | TTU Red Raiders     |    |                                             |                                             |                                             |  |  |                                         |                                         |                                         |  |  |                                   |                                   |                                   |  |
|  | 6                                          | Missouri Tigers                            | 3                                          | TTU Red Raiders     | 57 |                                             |                                             |                                             |  |  |                                         |                                         |                                         |  |  |                                   |                                   |                                   |  |
|  | 6                                          | Missouri Tigers                            |                                            |                     |    |                                             |                                             |                                             |  |  |                                         |                                         |                                         |  |  |                                   |                                   |                                   |  |
|  | 11                                         | Drake Bulldogs                             | 67                                         |                     |    |                                             |                                             |                                             |  |  |                                         |                                         |                                         |  |  |                                   |                                   |                                   |  |
|  | 11                                         | Drake Bulldogs                             | 67                                         |                     | 11 | Drake Bulldogs                              | 64                                          |                                             |  |  |                                         |                                         |                                         |  |  |                                   |                                   |                                   |  |
|  |                                            |                                            |                                            |                     | 11 | Drake Bulldogs                              | 64                                          |                                             |  |  |                                         |                                         |                                         |  |  |                                   |                                   |                                   |  |
|  |                                            |                                            | 3                                          | TTU Red Raiders     | 77 |                                             |                                             |                                             |  |  |                                         |                                         |                                         |  |  |                                   |                                   |                                   |  |
|  | 3                                          | TTU Red Raiders                            | 3                                          | TTU Red Raiders     | 77 | 82                                          |                                             |                                             |  |  |                                         |                                         |                                         |  |  |                                   |                                   |                                   |  |
|  | 3                                          | TTU Red Raiders                            |                                            |                     |    |                                             |                                             |                                             |  |  |                                         |                                         |                                         |  |  |                                   |                                   |                                   |  |
|  | 14                                         | UNCW Seahawks                              | 72                                         |                     |    |                                             |                                             |                                             |  |  |                                         |                                         |                                         |  |  |                                   |                                   |                                   |  |
|  | 14                                         | UNCW Seahawks                              | 72                                         |                     | 3  | TTU Red Raiders                             | 85OT                                        |                                             |  |  |                                         |                                         |                                         |  |  |                                   |                                   |                                   |  |
|  |                                            |                                            |                                            |                     |    |                                             |                                             |                                             |  |  |                                         |                                         |                                         |  |  |                                   |                                   |                                   |  |
|  |                                            |                                            | 10                                         | Ark. Razorbacks     | 83 |                                             |                                             |                                             |  |  |                                         |                                         |                                         |  |  |                                   |                                   |                                   |  |
|  | 7                                          | Kansas Jayhawks                            | 10                                         | Ark. Razorbacks     | 83 | 72                                          |                                             |                                             |  |  |                                         |                                         |                                         |  |  |                                   |                                   |                                   |  |
|  | 7                                          | Kansas Jayhawks                            |                                            |                     |    |                                             |                                             |                                             |  |  |                                         |                                         |                                         |  |  |                                   |                                   |                                   |  |
|  | 10                                         | Ark. Razorbacks                            | 79                                         |                     |    |                                             |                                             |                                             |  |  |                                         |                                         |                                         |  |  |                                   |                                   |                                   |  |
|  | 10                                         | Ark. Razorbacks                            | 79                                         |                     | 10 | Ark. Razorbacks                             | 75                                          |                                             |  |  |                                         |                                         |                                         |  |  |                                   |                                   |                                   |  |
|  |                                            |                                            |                                            |                     | 10 | Ark. Razorbacks                             | 75                                          |                                             |  |  |                                         |                                         |                                         |  |  |                                   |                                   |                                   |  |
|  |                                            |                                            | 2                                          | St. John's R. Storm | 66 |                                             |                                             |                                             |  |  |                                         |                                         |                                         |  |  |                                   |                                   |                                   |  |
|  | 2                                          | St. John's R. Storm                        | 2                                          | St. John's R. Storm | 66 | 83                                          |                                             |                                             |  |  |                                         |                                         |                                         |  |  |                                   |                                   |                                   |  |
|  | 2                                          | St. John's R. Storm                        |                                            |                     |    |                                             |                                             |                                             |  |  |                                         |                                         |                                         |  |  |                                   |                                   |                                   |  |
|  | 15                                         | Omaha Mavericks                            | 53                                         |                     |    |                                             |                                             |                                             |  |  |                                         |                                         |                                         |  |  |                                   |                                   |                                   |  |

#### Tabellini

##### First Round
| Arbitri: | Jeffrey Anderson Bart Lenox Bret Smith |

|                             |            |                           |
| Aidoo 22 Davis 18 Wagner 14 | Punti      | 18 Mayo 15 Storr 13 Adams |
| Wagner 6                    | Assist     | 7 Harris                  |
| Brazile 12                  | Rimbalzi   | 9 Dickinson               |
| John Calipari               | Allenatori | Bill Self                 |

Con il punteggio di 79-72 in loro favore, gli Arkansas Razorbacks hanno eliminato i Kansas Jayhawks e si sono qualificati al Second Round.
| Arbitri: | Pat Adams Darron George Michael Palau |

|                                      |            |                                               |
| Stirtz 21 Banks 15 Howard, Manyawu 7 | Punti      | 14 Grill 10 Bates 8 Mitchell                  |
| Combs, Stirtz 4                      | Assist     | 2 Barrett, Crews, Mitchell, Robinson, Warrick |
| Banks 9                              | Rimbalzi   | 8 Mitchell                                    |
| Ben McCollum                         | Allenatori | Dennis Gates                                  |

Con il punteggio di 67-57 in loro favore, i Drake Bulldogs hanno eliminato i Missouri Tigers e si sono qualificati al Second Round.
| Arbitri: | A. J. Desai Steve Divine Patrick Evans |

|                             |            |                                         |
| White 15 Sutton 11 Osburn 9 | Punti      | 22 Luis 13 Wilcher 10 Ejiofor, Richmond |
| White 5                     | Assist     | 6 Richmond                              |
| Ondekane 11                 | Rimbalzi   | 8 Luis, Richmond                        |
| Chris Crutchfield           | Allenatori | Rick Pitino                             |

Con il risultato di 83-53 in loro favore, i St. John's Red Storm hanno eliminato gli Omaha Mavericks e si sono qualificati al Second Round.
| Arbitri: | Nathan Farrell Gregory Nixon Edwin Young |

|                                |            |                                  |
| Hodge 18 Montgomery 10 Moore 9 | Punti      | 27 Walton 14 Hawkins 13 Williams |
| Newby 5                        | Assist     | 10 Hawkins                       |
| Moore, Obioha 9                | Rimbalzi   | 11 Toppin                        |
| Takayo Siddle                  | Allenatori | Grant McCasland                  |

Con il punteggio di 82-72 in loro favore i Texas Tech Red Raiders hanno eliminato gli UNC Wilmington Seahawks e si sono qualificati al Second Round.
| Arbitri: | James Breeding Wil Howard Alfred Smith |

|                                               |            |                                        |
| Evans 23 Clifford, Lake 14 Crocker-Johnson 12 | Punti      | 22 Dainja 18 Haggerty, Rogers 7 Carter |
| Clifford 6                                    | Assist     | 4 Okojie                               |
| Clifford 8                                    | Rimbalzi   | 12 Dainja                              |
| Niko Medved                                   | Allenatori | Penny Hardaway                         |

Con il punteggio di 78-70 in loro favore i Colorado State Rams hanno eliminato i Memphis Tigers e si sono qualificati al Second Round.
| Arbitri: | D. J. Carstensen D. J. Nelson Matt Potter |

|                                                   |            |                                 |
| Grant-Foster 23 Harrison 6 Coles, Williams, Wur 4 | Punti      | 18 Reese 16 Gillespie 13 Miguel |
| Grant-Foster 3                                    | Assist     | 3 Gillespie, Queen              |
| Brennan 8                                         | Rimbalzi   | 15 Queen                        |
| Bryce Drew                                        | Allenatori | Kevin Willard                   |

Con il punteggio di 81-49 in loro favore, i Maryland Terrapins hanno eliminato i Grand Canyon Antelopes e si sono qualificati al Second Round.
| Arbitri: | Brian O'Connell Tim Smith Vladimir Voyard-Tadal |

|                             |            |                               |
| Ings 16 Darden 15 Fields 14 | Punti      | 23 Clayton 17 Martin Haugh 13 |
| Darden, Ings 3              | Assist     | 5 Richard                     |
| Darden 6                    | Rimbalzi   | 8 Chinyelu, Handlogten        |
| Robert Jones                | Allenatori | Todd Golden                   |

Con il punteggio di 95-69 in loro favore, i Florida Gators hanno eliminato i Norfolk State Spartans e si sono qualificati al Second Round.
| Arbitri: | Clarence Armstrong Kipp Kissinger Olandis Poole |

|                           |            |                            |
| Fears 20 Moore 13 Wague 9 | Punti      | 14 Ball 13 Karaban 12 Reed |
| Fears 4                   | Assist     | 4 Diarra                   |
| Wague 12                  | Rimbalzi   | 7 Diarra, Karaban, Reed    |
| Porter Moser              | Allenatori | Dan Hurley                 |

Con il punteggio di 67-59 in loro favore, gli UConn Huskies hanno eliminato gli Oklahoma Sooners e si sono qualificati al Second Round.

##### Second Round
| Arbitri: | Bart Lenox Tony Padilla Lamar Simpson |

|                                 |            |                            |
| :. Richmond 16 Knox 15 Davis 13 | Punti      | 23 Ejiofor 13 Smith 9 Luis |
| Wagner 4                        | Assist     | 2 K. Richmond              |
| B. Richmond 9                   | Rimbalzi   | 12 Ejiofor                 |
| John Calipari                   | Allenatori | Rick Pitino                |

Con il risultato di 75-66 in loro favore, gli Arkansas Razorbacks hanno eliminato i St. John's Red Storm e si sono qualificati per le Sweet Sixteen.
| Arbitri: | Nate Harris Marques Pettigrew Doug Shows |

|                             |            |                                  |
| Stirtz 21 Abreu 15 Combs 13 | Punti      | 28 Williams 25 Toppin 16 Hawkins |
| Stirtz 8                    | Assist     | 7 Hawkins                        |
| Combs 5                     | Rimbalzi   | 12 Toppin                        |
| Ben McCollum                | Allenatori | Grant McCasland                  |

Con il punteggio di 77-64 in loro favore, i Texas Tech Red Raiders hanno eliminato i Drake Bulldogs e si sono qualificati per le Sweet Sixteen.
| Arbitri: | Courtney Green Ron Groover Tommy Morrissey |

|                                   |            |                                 |
| McNeeley 22 Karaban 14 Johnson 10 | Punti      | 23 Clayton 18 Martin 15 Richard |
| Diarra 5                          | Assist     | 4 Condon                        |
| Johnson 10                        | Rimbalzi   | 7 Chinyelu, Condon, Haugh       |
| Dan Hurley                        | Allenatori | Todd Golden                     |

Con il punteggio di 77-75 in loro favore, i Florida Gators hanno eliminato gli UConn Huskies e si sono qualificati per le Sweet Sixteen.
| Arbitri: | Roger Ayers Bill Covington Jr. Michael Greenstein |

|                                    |            |                              |
| Clifford 21 Lake 13 Born, Evans 10 | Punti      | 17 Queen 16 Rice<nr>15 Reese |
| Clifford 6                         | Assist     | 7 Gillespie                  |
| Crocker-Johnson 8                  | Rimbalzi   | 11 Reese                     |
| Niko Medved                        | Allenatori | Kevin Willard                |

Con il punteggio di 72-71 in loro favore, i Maryland Terrapins hanno eliminato i Colorado State Rams e si sono qualificati alle Sweet Sixteen.

##### Regional Semifinals
| Arbitri: | Brent Hampton Bart Lenox Michael Reed |

|                                      |            |                                            |
| Queen 27 Gillespie 17 Reese, Rice 12 | Punti      | 15 Richard 14 Martin 13 Clayton Jr., Haugh |
| Reese 3                              | Assist     | 4 Clayton, Haugh                           |
| Reese 8                              | Rimbalzi   | 9 Haugh                                    |
| Kevin Willard                        | Allenatori | Todd Golden                                |

Con il punteggio di 87-71 in loro favore, i Florida Gators hanno eliminato i Maryland Terrapins e si sono qualificati alle Elite 8.
| Arbitri: | Joe Lindsay Matt Potter Brooks Wells |

|                            |            |                                            |
| Davis 30 Knox 20 Wagner 13 | Punti      | 22 Anderson 20 Toppin, Williams 12 Overton |
| Wagner 4                   | Assist     | 5 Hawkins                                  |
| Aidoo 9                    | Rimbalzi   | 9 Federiko, Toppin, Williams               |
| John Calipari              | Allenatori | Grant McCasland                            |

Permanendo il risultato di parità alla fine dei tempi regolamentari, è stato necessario un tempo supplementare dal quale sono usciti vincitori i Texas Tech Red Raiders con il punteggio di 85-83 in loro favore, che in tal modo hanno eliminato gli Arkansas Razorbacks e si sono qualificati alle Elite 8.

##### Regional Final
| 2025                                          |              | – (-; -) |  | [ 4 ] |
| Punti Assist Rimbalzi Formazioni Sostituzioni |              |          |  |       |
|                                               |              |          |  |       |
|                                               | Punti        |          |  |       |
|                                               | Assist       |          |  |       |
|                                               | Rimbalzi     |          |  |       |
|                                               | Formazioni   |          |  |       |
|                                               | Sostituzioni |          |  |       |

### East Regional
|  | First Round (Ottavi di finale) 20-21 marzo | First Round (Ottavi di finale) 20-21 marzo | First Round (Ottavi di finale) 20-21 marzo |                    |     | Second Round (Quarti di finale) 22-23 marzo | Second Round (Quarti di finale) 22-23 marzo | Second Round (Quarti di finale) 22-23 marzo |  |  | Regional Semifinals (Sweet 16) 27 marzo | Regional Semifinals (Sweet 16) 27 marzo | Regional Semifinals (Sweet 16) 27 marzo |  |  | Regional Final (Elite 8) 29 marzo | Regional Final (Elite 8) 29 marzo | Regional Final (Elite 8) 29 marzo |  |
|  |                                            |                                            |                                            |                    |     |                                             |                                             |                                             |  |  |                                         |                                         |                                         |  |  |                                   |                                   |                                   |  |
|  | 1                                          | Duke Blue Devils                           | 93                                         |                    |     |                                             |                                             |                                             |  |  |                                         |                                         |                                         |  |  |                                   |                                   |                                   |  |
|  | 1                                          | Duke Blue Devils                           | 93                                         |                    |     |                                             |                                             |                                             |  |  |                                         |                                         |                                         |  |  |                                   |                                   |                                   |  |
|  | 16                                         | MSM Mountaineers                           | 49                                         |                    |     |                                             |                                             |                                             |  |  |                                         |                                         |                                         |  |  |                                   |                                   |                                   |  |
|  | 16                                         | MSM Mountaineers                           | 49                                         |                    | 1   | Duke Blue Devils                            | 89                                          |                                             |  |  |                                         |                                         |                                         |  |  |                                   |                                   |                                   |  |
|  |                                            |                                            |                                            |                    | 1   | Duke Blue Devils                            | 89                                          |                                             |  |  |                                         |                                         |                                         |  |  |                                   |                                   |                                   |  |
|  |                                            |                                            | 9                                          | Baylor Bears       | 66  |                                             |                                             |                                             |  |  |                                         |                                         |                                         |  |  |                                   |                                   |                                   |  |
|  | 8                                          | MSU Bulldogs                               | 9                                          | Baylor Bears       | 66  | 72                                          |                                             |                                             |  |  |                                         |                                         |                                         |  |  |                                   |                                   |                                   |  |
|  | 8                                          | MSU Bulldogs                               |                                            |                    |     |                                             |                                             |                                             |  |  |                                         |                                         |                                         |  |  |                                   |                                   |                                   |  |
|  | 9                                          | Baylor Bears                               | 75                                         |                    |     |                                             |                                             |                                             |  |  |                                         |                                         |                                         |  |  |                                   |                                   |                                   |  |
|  | 9                                          | Baylor Bears                               | 75                                         |                    | 1   | Duke Blue Devils                            | 100                                         |                                             |  |  |                                         |                                         |                                         |  |  |                                   |                                   |                                   |  |
|  |                                            |                                            |                                            |                    |     |                                             |                                             |                                             |  |  |                                         |                                         |                                         |  |  |                                   |                                   |                                   |  |
|  |                                            |                                            | 4                                          | Arizona Wildcats   | 93  |                                             |                                             |                                             |  |  |                                         |                                         |                                         |  |  |                                   |                                   |                                   |  |
|  | 5                                          | Oregon Ducks                               | 4                                          | Arizona Wildcats   | 93  | 81                                          |                                             |                                             |  |  |                                         |                                         |                                         |  |  |                                   |                                   |                                   |  |
|  | 5                                          | Oregon Ducks                               |                                            |                    |     |                                             |                                             |                                             |  |  |                                         |                                         |                                         |  |  |                                   |                                   |                                   |  |
|  | 12                                         | Liberty Flames                             | 52                                         |                    |     |                                             |                                             |                                             |  |  |                                         |                                         |                                         |  |  |                                   |                                   |                                   |  |
|  | 12                                         | Liberty Flames                             | 52                                         |                    | 5   | Oregon Ducks                                | 83                                          |                                             |  |  |                                         |                                         |                                         |  |  |                                   |                                   |                                   |  |
|  |                                            |                                            |                                            |                    | 5   | Oregon Ducks                                | 83                                          |                                             |  |  |                                         |                                         |                                         |  |  |                                   |                                   |                                   |  |
|  |                                            |                                            | 4                                          | Arizona Wildcats   | 87  |                                             |                                             |                                             |  |  |                                         |                                         |                                         |  |  |                                   |                                   |                                   |  |
|  | 4                                          | Arizona Wildcats                           | 4                                          | Arizona Wildcats   | 87  | 93                                          |                                             |                                             |  |  |                                         |                                         |                                         |  |  |                                   |                                   |                                   |  |
|  | 4                                          | Arizona Wildcats                           |                                            |                    |     |                                             |                                             |                                             |  |  |                                         |                                         |                                         |  |  |                                   |                                   |                                   |  |
|  | 13                                         | Akron Zips                                 | 65                                         |                    |     |                                             |                                             |                                             |  |  |                                         |                                         |                                         |  |  |                                   |                                   |                                   |  |
|  | 13                                         | Akron Zips                                 | 65                                         |                    | 1   | Duke Blue Devils                            |                                             |                                             |  |  |                                         |                                         |                                         |  |  |                                   |                                   |                                   |  |
|  |                                            |                                            |                                            |                    |     |                                             |                                             |                                             |  |  |                                         |                                         |                                         |  |  |                                   |                                   |                                   |  |
|  |                                            |                                            | 2                                          | Alabama Crim. Tide |     |                                             |                                             |                                             |  |  |                                         |                                         |                                         |  |  |                                   |                                   |                                   |  |
|  | 6                                          | BYU Cougars                                | 2                                          | Alabama Crim. Tide | 80  |                                             |                                             |                                             |  |  |                                         |                                         |                                         |  |  |                                   |                                   |                                   |  |
|  | 6                                          | BYU Cougars                                |                                            |                    |     |                                             |                                             |                                             |  |  |                                         |                                         |                                         |  |  |                                   |                                   |                                   |  |
|  | 11                                         | VCU Rams                                   | 71                                         |                    |     |                                             |                                             |                                             |  |  |                                         |                                         |                                         |  |  |                                   |                                   |                                   |  |
|  | 11                                         | VCU Rams                                   | 71                                         |                    | 6   | BYU Cougars                                 | 91                                          |                                             |  |  |                                         |                                         |                                         |  |  |                                   |                                   |                                   |  |
|  |                                            |                                            |                                            |                    | 6   | BYU Cougars                                 | 91                                          |                                             |  |  |                                         |                                         |                                         |  |  |                                   |                                   |                                   |  |
|  |                                            |                                            | 3                                          | Wisconsin Badgers  | 89  |                                             |                                             |                                             |  |  |                                         |                                         |                                         |  |  |                                   |                                   |                                   |  |
|  | 3                                          | Wisconsin Badgers                          | 3                                          | Wisconsin Badgers  | 89  | 85                                          |                                             |                                             |  |  |                                         |                                         |                                         |  |  |                                   |                                   |                                   |  |
|  | 3                                          | Wisconsin Badgers                          |                                            |                    |     |                                             |                                             |                                             |  |  |                                         |                                         |                                         |  |  |                                   |                                   |                                   |  |
|  | 14                                         | Montana Grizzlies                          | 66                                         |                    |     |                                             |                                             |                                             |  |  |                                         |                                         |                                         |  |  |                                   |                                   |                                   |  |
|  | 14                                         | Montana Grizzlies                          | 66                                         |                    | 6   | BYU Cougars                                 | 88                                          |                                             |  |  |                                         |                                         |                                         |  |  |                                   |                                   |                                   |  |
|  |                                            |                                            |                                            |                    |     |                                             |                                             |                                             |  |  |                                         |                                         |                                         |  |  |                                   |                                   |                                   |  |
|  |                                            |                                            | 2                                          | Alabama Crim. Tide | 113 |                                             |                                             |                                             |  |  |                                         |                                         |                                         |  |  |                                   |                                   |                                   |  |
|  | 7                                          | Saint Mary's Gaels                         | 2                                          | Alabama Crim. Tide | 113 | 59                                          |                                             |                                             |  |  |                                         |                                         |                                         |  |  |                                   |                                   |                                   |  |
|  | 7                                          | Saint Mary's Gaels                         |                                            |                    |     |                                             |                                             |                                             |  |  |                                         |                                         |                                         |  |  |                                   |                                   |                                   |  |
|  | 10                                         | Vand. Commodores                           | 56                                         |                    |     |                                             |                                             |                                             |  |  |                                         |                                         |                                         |  |  |                                   |                                   |                                   |  |
|  | 10                                         | Vand. Commodores                           | 56                                         |                    | 7   | Saint Mary's Gaels                          | 66                                          |                                             |  |  |                                         |                                         |                                         |  |  |                                   |                                   |                                   |  |
|  |                                            |                                            |                                            |                    | 7   | Saint Mary's Gaels                          | 66                                          |                                             |  |  |                                         |                                         |                                         |  |  |                                   |                                   |                                   |  |
|  |                                            |                                            | 2                                          | Alabama Crim. Tide | 80  |                                             |                                             |                                             |  |  |                                         |                                         |                                         |  |  |                                   |                                   |                                   |  |
|  | 2                                          | Alabama Crim. Tide                         | 2                                          | Alabama Crim. Tide | 80  | 90                                          |                                             |                                             |  |  |                                         |                                         |                                         |  |  |                                   |                                   |                                   |  |
|  | 2                                          | Alabama Crim. Tide                         |                                            |                    |     |                                             |                                             |                                             |  |  |                                         |                                         |                                         |  |  |                                   |                                   |                                   |  |
|  | 15                                         | R. Morris Colonials                        | 81                                         |                    |     |                                             |                                             |                                             |  |  |                                         |                                         |                                         |  |  |                                   |                                   |                                   |  |

#### Tabellini

##### First Round
| Arbitri: | Byron Jarrett Mike Littlewood Chris Pacsi |

|                                          |            |                                |
| Johnson, Sawyer 15 Pridgen 12 Williams 8 | Punti      | 19 Blackwell 18 Crowl 15 Tonje |
| Williams 4                               | Assist     | 4 Klesmit                      |
| Sawyer 8                                 | Rimbalzi   | 6 Gilmore, McGee, Winter       |
| Travis DeCuire                           | Allenatori | Greg Gard                      |

Con il punteggio di 85-66 in loro favore, i Wisconsin Badgers hanno eliminato i Montana Grizzlies e si sono qualificati al Second Round.
| Arbitri: | Eric Curry Driscoll Earl Walton |

|                                                  |            |                                |
| Jackson 23 Bamisile, Clark, Shulga 12 Bamgboye 6 | Punti      | 16 Saunders 15 Demin 13 Traore |
| Clark 5                                          | Assist     | 4 Hall                         |
| Jack Clark (cestista)Clark 10                    | Rimbalzi   | 9 Keita, Traore                |
| Ryan Odom                                        | Allenatori | Kevin Young                    |

Con il punteggio di 80-71 in loro favore, i BYU Cougars hanno eliminato i VCU Rams e si sono qualificati al Second Round.
| Arbitri: | Ron Groover Tommy Morrissey Jemel Spearman |

|                                |            |                               |
| Wright 19 Love 15 Edgecombe 14 | Punti      | 26 Hubbard 13 Harris 11 Kugel |
| Nunn, Omier 3                  | Assist     | 5 Matthews                    |
| Omier 10                       | Rimbalzi   | 10 Matthews                   |
| Scott Drew                     | Allenatori | Chris Jans                    |

Con il punteggio di 75-72 in loro favore, i Baylor Bears hanno eliminato i Mississippi State Bulldogs e si sono qualificati al Second Round.
| Arbitri: | Chad Barlow Evon Burroughs Michael Irving |

|                                       |            |                                 |
| Dickerson 25 Folgueiras 15 Omojafo 12 | Punti      | 22 Sears 18 Dioubate 17 Omoruyi |
| Woods 7                               | Assist     | 10 Sears                        |
| Folgueiras 10                         | Rimbalzi   | 10 Dioubate                     |
| Andrew Toole                          | Allenatori | Nate Oats                       |

Con il punteggio di 90-81 in loro favore, gli Alabama Crimson Tide hanno eliminato i Robert Morris Colonials e si sono qualificati al Second Round.
| Arbitri: | Ed Corliss Courtney Green Sean Hull |

|                                                |            |                               |
| Keyes 15 Cordilia 9 Adebayo, Ervin, Lipscomb 6 | Punti      | 19 Proctor 14 Flagg 12 Foster |
| Lipscomb 3                                     | Assist     | 5 Maluach                     |
| Adebayo 9                                      | Rimbalzi   | 8 Ngongba                     |
| Donny Lind                                     | Allenatori | Jon Scheyer                   |

Con il punteggio di 93-49 in loro favore, i Duke Blue Devils hanno eliminato i Mount St. Mary's Mountaineers e si sono qualificati al Second Round.
| Arbitri: | Tony Chiazza Tommy Johnson Terry Oglesby |

|                             |            |                                           |
| Edwards 18 Nickel 9 Mañon 8 | Punti      | 15 Ross 14 Marciulionis 12 Barrett, Saxen |
| Hoggard 4                   | Assist     | 3 Ross                                    |
| Mañon, McGlockton 7         | Rimbalzi   | 11 Saxen                                  |
| Mark Byington               | Allenatori | Randy Bennett                             |

Con il punteggio di 59-56 in loro favore, i Saint Mary's Gaels hanno eliminato i Vanderbilt Commodores e si sono qualificati al Second Round.
| Arbitri: | William Covington Michael Greenstein Kelly Pfeifer |

|                                           |            |                                  |
| N. Johnson, T. Johnson 13 Scott 11 Gray 9 | Punti      | 19 Bradley 16 Townsend 12 Bryant |
| Lyles 4                                   | Assist     | 5 Dell'Orso                      |
| Gray, Okonkwo 4                           | Rimbalzi   | 8 Awaka, Townsend                |
| John Groce                                | Allenatori | Tommy Lloyd                      |

Con il punteggio di 93-65 in loro favore, gli Arizona Wildcats hanno eliminato gli Akron Zips e si sono qualificati al Second Round.
| Arbitri: | Roger Ayers Rob Rorke Larry Scirotto |

|                                        |            |                                     |
| Cleveland 10 Metheny 9 Decker, Peter 8 | Punti      | 17 Shelstad 14 Bittle 10 Barthelemy |
| Cleveland 6                            | Assist     | 4 Bamba                             |
| Cleveland 6                            | Rimbalzi   | 10 Bittle                           |
| Ritchie McKay                          | Allenatori | Dana Altman                         |

Con il punteggio di 81-52 in loro favore, gli Oregon Ducks hanno eliminato i Liberty Flames e si sono qualificati al Second Round.

##### Second Round
| Arbitri: | James Breeding D. J. Carstensen Matt Potter |

|                               |            |                                  |
| Saunders 25 Knell 14 Demin 11 | Punti      | 37 Tonje 21 Blackwell 12 Klesmit |
| Demin 8                       | Assist     | 4 Tonje                          |
| Demin 8                       | Rimbalzi   | 5 Blackwell, Crowl               |
| Kevin Young                   | Allenatori | Greg Gard                        |

Con il punteggio di 91-89 in loro favore, i BYU Cougars hanno eliminato i Wisconsin Badgers e si sono qualificati alle Sweet Sixteen.
| Arbitri: | Clarence Armstrong Kipp Kissinger Brian O'Connell |

|                                       |            |                                 |
| Edgecombe 16 Omier 15 Love, Wright 11 | Punti      | 25 Proctor 18 Flagg 12 Knueppel |
| Wright 3                              | Assist     | 6 Flagg                         |
| Omier 9                               | Rimbalzi   | 9 Flagg                         |
| Scott Drew                            | Allenatori | Jon Scheyer                     |

Con il punteggio di 89-66 in loro favore, i Duke Blue Devils hanno eliminato i Baylor Bears e si sono qualificati alle Sweet Sixteen.
| Arbitri: | Don Daily Ray Natili Randy Richardson |

|                                     |            |                                                               |
| Saxen 15 Wessels 12 Marčiulionis 11 | Punti      | 13 Youngblood 12 Holloway, Nelson, Sears 10 Dioubate, Omoruyi |
| Marčiulionis 4                      | Assist     | 5 Philon                                                      |
| Wessels 8                           | Rimbalzi   | 11 Omoruyi                                                    |
| Randy Bennett                       | Allenatori | Nate Oats                                                     |

Con il punteggio di 80-66 in loro favore, gli Alabama Crimson Tide ha eliminato i Saint Mary's Gaels e si sono qualificati alle Sweet Sixteen.
| Arbitri: | James Breeding D. J. Carstensen Matt Potter |

|                                |            |                                                      |
| Shelstad 25 Bamba 17 Bittle 16 | Punti      | 29 Love 12 Awaka, Bradley, Dell'Orso, Lewis 5 Bryant |
| Bamba, Bittle 3                | Assist     | 4 Bradley, Love                                      |
| Bittle 11                      | Rimbalzi   | 14 Awaka                                             |
| Dana Altman                    | Allenatori | Tommy Lloyd                                          |

Con il punteggio di 87-83 in loro favore, gli Arizona Wildcats hanno eliminato gli Oregon Ducks e si sono qualificati alle Sweet Sixteen.

##### Regional Semifinals
| Arbitri: | Lee Cassell Michael Greenstein Keith Kimbel |

|                               |            |                               |
| Love 35 Bradley 15 Veesaar 13 | Punti      | 30 Flagg 20 Knueppel 16 James |
| Bradley 5                     | Assist     | 7 Flagg                       |
| Veesaar 6                     | Rimbalzi   | 6 Flagg, Maluach              |
| Tommy Lloyd                   | Allenatori | Jon Scheyer                   |

Con il punteggio di 100-93 in loro favore, i Duke Blue Devils hanno eliminato gli Arizona Wildcats e si sono qualificati alle Elite 8.
| Arbitri: | ? |

|                               |            |                                    |
| Saunders 25 Demin 15 Keita 13 | Punti      | 34 Sears 23 Holloway 19 Youngblood |
| Demin 7                       | Assist     | 8 Sears                            |
| Keita, Saunders 6             | Rimbalzi   | 10 Nelson                          |
| Kevin Young                   | Allenatori | Stati Uniti (bandiera)             |

Con il punteggio di 113-88 in loro favore, gli Alabama Crimson Tide hanno eliminato i BYU Cougars e si sono qualificati alle Elite 8.

##### Regional Final
| 2025                                          |              | – (-; -) |  | [ 4 ] |
| Punti Assist Rimbalzi Formazioni Sostituzioni |              |          |  |       |
|                                               |              |          |  |       |
|                                               | Punti        |          |  |       |
|                                               | Assist       |          |  |       |
|                                               | Rimbalzi     |          |  |       |
|                                               | Formazioni   |          |  |       |
|                                               | Sostituzioni |          |  |       |

### Midwest Regional
|  | First Round (Ottavi di finale) 20-21 marzo | First Round (Ottavi di finale) 20-21 marzo | First Round (Ottavi di finale) 20-21 marzo |                     |    | Second Round (Quarti di finale) 22-23 marzo | Second Round (Quarti di finale) 22-23 marzo | Second Round (Quarti di finale) 22-23 marzo |  |  | Regional Semifinals (Sweet 16) 28 marzo | Regional Semifinals (Sweet 16) 28 marzo | Regional Semifinals (Sweet 16) 28 marzo |  |  | Regional Final (Elite 8) 30 marzo | Regional Final (Elite 8) 30 marzo | Regional Final (Elite 8) 30 marzo |  |
|  |                                            |                                            |                                            |                     |    |                                             |                                             |                                             |  |  |                                         |                                         |                                         |  |  |                                   |                                   |                                   |  |
|  | 1                                          | Houston Cougars                            | 78                                         |                     |    |                                             |                                             |                                             |  |  |                                         |                                         |                                         |  |  |                                   |                                   |                                   |  |
|  | 1                                          | Houston Cougars                            | 78                                         |                     |    |                                             |                                             |                                             |  |  |                                         |                                         |                                         |  |  |                                   |                                   |                                   |  |
|  | 16                                         | SIUE Cougars                               | 40                                         |                     |    |                                             |                                             |                                             |  |  |                                         |                                         |                                         |  |  |                                   |                                   |                                   |  |
|  | 16                                         | SIUE Cougars                               | 40                                         |                     | 1  | Houston Cougars                             | 81                                          |                                             |  |  |                                         |                                         |                                         |  |  |                                   |                                   |                                   |  |
|  |                                            |                                            |                                            |                     | 1  | Houston Cougars                             | 81                                          |                                             |  |  |                                         |                                         |                                         |  |  |                                   |                                   |                                   |  |
|  |                                            |                                            | 8                                          | Gonzaga Bulldogs    | 76 |                                             |                                             |                                             |  |  |                                         |                                         |                                         |  |  |                                   |                                   |                                   |  |
|  | 8                                          | Gonzaga Bulldogs                           | 8                                          | Gonzaga Bulldogs    | 76 | 89                                          |                                             |                                             |  |  |                                         |                                         |                                         |  |  |                                   |                                   |                                   |  |
|  | 8                                          | Gonzaga Bulldogs                           |                                            |                     |    |                                             |                                             |                                             |  |  |                                         |                                         |                                         |  |  |                                   |                                   |                                   |  |
|  | 9                                          | Georgia Bulldogs                           | 68                                         |                     |    |                                             |                                             |                                             |  |  |                                         |                                         |                                         |  |  |                                   |                                   |                                   |  |
|  | 9                                          | Georgia Bulldogs                           | 68                                         |                     | 1  | Houston Cougars                             |                                             |                                             |  |  |                                         |                                         |                                         |  |  |                                   |                                   |                                   |  |
|  |                                            |                                            |                                            |                     |    |                                             |                                             |                                             |  |  |                                         |                                         |                                         |  |  |                                   |                                   |                                   |  |
|  |                                            |                                            | 4                                          | Purdue Boilermakers |    |                                             |                                             |                                             |  |  |                                         |                                         |                                         |  |  |                                   |                                   |                                   |  |
|  | 5                                          | Clemson Tigers                             | 4                                          | Purdue Boilermakers | 67 |                                             |                                             |                                             |  |  |                                         |                                         |                                         |  |  |                                   |                                   |                                   |  |
|  | 5                                          | Clemson Tigers                             |                                            |                     |    |                                             |                                             |                                             |  |  |                                         |                                         |                                         |  |  |                                   |                                   |                                   |  |
|  | 12                                         | McNeese Cowboys                            | 69                                         |                     |    |                                             |                                             |                                             |  |  |                                         |                                         |                                         |  |  |                                   |                                   |                                   |  |
|  | 12                                         | McNeese Cowboys                            | 69                                         |                     | 12 | McNeese Cowboys                             | 62                                          |                                             |  |  |                                         |                                         |                                         |  |  |                                   |                                   |                                   |  |
|  |                                            |                                            |                                            |                     | 12 | McNeese Cowboys                             | 62                                          |                                             |  |  |                                         |                                         |                                         |  |  |                                   |                                   |                                   |  |
|  |                                            |                                            | 4                                          | Purdue Boilermakers | 76 |                                             |                                             |                                             |  |  |                                         |                                         |                                         |  |  |                                   |                                   |                                   |  |
|  | 4                                          | Purdue Boilermakers                        | 4                                          | Purdue Boilermakers | 76 | 75                                          |                                             |                                             |  |  |                                         |                                         |                                         |  |  |                                   |                                   |                                   |  |
|  | 4                                          | Purdue Boilermakers                        |                                            |                     |    |                                             |                                             |                                             |  |  |                                         |                                         |                                         |  |  |                                   |                                   |                                   |  |
|  | 13                                         | High Point Panthers                        | 63                                         |                     |    |                                             |                                             |                                             |  |  |                                         |                                         |                                         |  |  |                                   |                                   |                                   |  |
|  | 13                                         | High Point Panthers                        | 63                                         |                     |    |                                             |                                             |                                             |  |  |                                         |                                         |                                         |  |  |                                   |                                   |                                   |  |
|  |                                            |                                            |                                            |                     |    |                                             |                                             |                                             |  |  |                                         |                                         |                                         |  |  |                                   |                                   |                                   |  |
|  |                                            |                                            |                                            |                     |    |                                             |                                             |                                             |  |  |                                         |                                         |                                         |  |  |                                   |                                   |                                   |  |
|  | 6                                          | Illinois Fighting Illini                   | 86                                         |                     |    |                                             |                                             |                                             |  |  |                                         |                                         |                                         |  |  |                                   |                                   |                                   |  |
|  | 6                                          | Illinois Fighting Illini                   | 86                                         |                     |    |                                             |                                             |                                             |  |  |                                         |                                         |                                         |  |  |                                   |                                   |                                   |  |
|  | 11                                         | Xavier Musketeers                          | 73                                         |                     |    |                                             |                                             |                                             |  |  |                                         |                                         |                                         |  |  |                                   |                                   |                                   |  |
|  | 11                                         | Xavier Musketeers                          | 73                                         |                     | 6  | Illinois Fighting Illini                    | 75                                          |                                             |  |  |                                         |                                         |                                         |  |  |                                   |                                   |                                   |  |
|  |                                            |                                            |                                            |                     | 6  | Illinois Fighting Illini                    | 75                                          |                                             |  |  |                                         |                                         |                                         |  |  |                                   |                                   |                                   |  |
|  |                                            |                                            | 3                                          | Kentucky Wildcats   | 84 |                                             |                                             |                                             |  |  |                                         |                                         |                                         |  |  |                                   |                                   |                                   |  |
|  | 3                                          | Kentucky Wildcats                          | 3                                          | Kentucky Wildcats   | 84 | 76                                          |                                             |                                             |  |  |                                         |                                         |                                         |  |  |                                   |                                   |                                   |  |
|  | 3                                          | Kentucky Wildcats                          |                                            |                     |    |                                             |                                             |                                             |  |  |                                         |                                         |                                         |  |  |                                   |                                   |                                   |  |
|  | 14                                         | Troy Trojans                               | 57                                         |                     |    |                                             |                                             |                                             |  |  |                                         |                                         |                                         |  |  |                                   |                                   |                                   |  |
|  | 14                                         | Troy Trojans                               | 57                                         |                     | 3  | Kentucky Wildcats                           |                                             |                                             |  |  |                                         |                                         |                                         |  |  |                                   |                                   |                                   |  |
|  |                                            |                                            |                                            |                     |    |                                             |                                             |                                             |  |  |                                         |                                         |                                         |  |  |                                   |                                   |                                   |  |
|  |                                            |                                            | 2                                          | Tenn. Volunteers    |    |                                             |                                             |                                             |  |  |                                         |                                         |                                         |  |  |                                   |                                   |                                   |  |
|  | 7                                          | UCLA Bruins                                | 2                                          | Tenn. Volunteers    | 72 |                                             |                                             |                                             |  |  |                                         |                                         |                                         |  |  |                                   |                                   |                                   |  |
|  | 7                                          | UCLA Bruins                                |                                            |                     |    |                                             |                                             |                                             |  |  |                                         |                                         |                                         |  |  |                                   |                                   |                                   |  |
|  | 10                                         | Utah St. Aggies                            | 47                                         |                     |    |                                             |                                             |                                             |  |  |                                         |                                         |                                         |  |  |                                   |                                   |                                   |  |
|  | 10                                         | Utah St. Aggies                            | 47                                         |                     | 7  | UCLA Bruins                                 | 58                                          |                                             |  |  |                                         |                                         |                                         |  |  |                                   |                                   |                                   |  |
|  |                                            |                                            |                                            |                     | 7  | UCLA Bruins                                 | 58                                          |                                             |  |  |                                         |                                         |                                         |  |  |                                   |                                   |                                   |  |
|  |                                            |                                            | 2                                          | Tenn. Volunteers    | 67 |                                             |                                             |                                             |  |  |                                         |                                         |                                         |  |  |                                   |                                   |                                   |  |
|  | 2                                          | Tenn. Volunteers                           | 2                                          | Tenn. Volunteers    | 67 | 77                                          |                                             |                                             |  |  |                                         |                                         |                                         |  |  |                                   |                                   |                                   |  |
|  | 2                                          | Tenn. Volunteers                           |                                            |                     |    |                                             |                                             |                                             |  |  |                                         |                                         |                                         |  |  |                                   |                                   |                                   |  |
|  | 15                                         | Wofford Terriers                           | 62                                         |                     |    |                                             |                                             |                                             |  |  |                                         |                                         |                                         |  |  |                                   |                                   |                                   |  |

#### Tabellini

##### First Round
| Arbitri: | Tyler Kumpf Andy O'Brien Lamar Simpson |

|                                          |            |                                   |
| Williams 12 Benham 11 Bodo Bodo, Giffa 8 | Punti      | 21 Kaufman-Renn 20 Smith 11 Heide |
| Giffa, Johnston, Pettiford, Williams 3   | Assist     | 6 Smith                           |
| Bobo Bobo 6                              | Rimbalzi   | 10 Heide                          |
| Alan Huss                                | Allenatori | Matt Painter                      |

Con la vittoria per 75-63, i Purdue Boilermakers hanno eliminato gli High Point Panthers e si sono qualificati al Second Round.
| Arbitri: | Jason Baker Antonio Petty Doug Shows |

|                                                            |            |                             |
| B. Taylor, R. Taylor 10 Polk, Sakenis, Thompson 5 Thomas 3 | Punti      | 16 Uzan 15 Cryer 13 Francis |
| Dillon 3                                                   | Assist     | 4 Cryer                     |
| R. Taylor 5                                                | Rimbalzi   | 9 Wilson                    |
| Brian Barone                                               | Allenatori | Kelvin Sampson              |

Con il punteggio di 78-40 in loro favore, gli Houston Cougars hanno eliminato gli SIU Edwardsville Cougars e si sono qualificati per il Second Round.
| Arbitri: | Amy Bonner Tony Henderson Tony Padilla |

|                                  |            |                                 |
| Murray 21 Copeland 16 Shumate 13 | Punti      | 24 Zackery 21 Hunter 10 Wiggins |
| Copeland 5                       | Assist     | 2 Hunter, Jones, Schieffelin    |
| Shumate 11                       | Rimbalzi   | 10 Lakhin                       |
| Will Wade                        | Allenatori | Brad Brownell                   |

Con il punteggio di 69-67 in loro favore, i McNeese Cowboys hanno eliminato i Clemson Tigers e si sono qualificati al Second Round.
| Arbitri: | Nate Harris Marques Pettigrew Lucas Santos |

|                                    |            |                                   |
| Newell 20 Demary 15 Cain, Cyril 10 | Punti      | 24 Battle 18 Hickman, Huff 13 Ike |
| Demary 4                           | Assist     | 8 Nembhard                        |
| Newell 8                           | Rimbalzi   | 8 Khalif Battle, Huff             |
| Mike White                         | Allenatori | Mark Few                          |

Con il punteggio di 89-68 in loro favore, i Gonzaga Bulldogs hanno eliminato i Georgia Bulldogs e si sono qualificati al Second Round.
| Arbitri: | Brent Hampton Steve McJunkins Owen Shortt |

|                               |            |                                |
| Sivills 15 Tripp 14 Lorenz 12 | Punti      | 29 Lanier 12 Zeigler 9 Mashack |
| Lorenz, Tripp 3               | Assist     | 12 Zeigler                     |
| Filewich, Sivills, Tripp 5    | Rimbalzi   | 7 Mashack                      |
| Dwight Perry                  | Allenatori | Rick Barnes                    |

Con il punteggio di 77-62 in loro favore, i Tennessee Volunteers hanno eliminato i Wofford Terriers e si sono qualificati al Second Round.
| Arbitri: | Steven Anderson Kevin Brill Doug Simons |

|                                |            |                                    |
| Falslev 17 Albury 12 Templin 4 | Punti      | 14 Clark Dailey 10 Mara 9 Bilodeau |
| Falslev, Martinez 3            | Assist     | 8 Andrews                          |
| Falslev 10                     | Rimbalzi   | 8 Johnson                          |
| Jerrod Calhoun                 | Allenatori | Mick Cronin                        |

Con il punteggio di 72-47 in loro favore, gli UCLA Bruins hanno eliminato gli Utah State Aggies e si sono qualificati al Second Round.
| Arbitri: | Todd Austin John Gaffney Bharat Ramnanan |

|                                |            |                                            |
| Rigsby 17 Conerway 12 Fields 7 | Punti      | 20 Oweh 13 Brea, Carr, Garrison 9 Chandler |
| Campbell, Conerway 4           | Assist     | 6 Oweh                                     |
| Dowd 11                        | Rimbalzi   | 13 Williams                                |
| Scott Cross                    | Allenatori | Mark Pope                                  |

Con il punteggio di 76-57 in loro favore, i Kentucky Wildcats hanno eliminato i Troy Trojans e si sono qualificati al Second Round.
| Arbitri: | K. B. Burdett Greg Evans Keith Kimble |

|                                         |            |                                  |
| Swain 27 Cornwell, McKnight 12 Maddox 8 | Punti      | 22 Riley 20 Ivišić 16 Jakucionis |
| Swain 3                                 | Assist     | 10 Jakucionis                    |
| Swain 8                                 | Rimbalzi   | 10 Ivisic                        |
| Sean Miller                             | Allenatori | Brad Underwood                   |

Con il punteggio di 86-73 in loro favore, gli Illinois Fighting Illini hanno eliminato gli Xavier Musketeers e si sono qualificati al Second Round.

##### Second Round
| Arbitri: | Jeffrey Anderson A. J. Desai Tony Henderson |

|                                        |            |                                 |
| Parker 17 Garcia 12 Copeland, Murray 9 | Punti      | 22 Kaufman-Renn 15 Loyer 11 Cox |
| Copeland, Murray 4                     | Assist     | 5 Loyer, Smith                  |
| Shumate 9                              | Rimbalzi   | 15 Kaufman-Renn                 |
| Will Wade                              | Allenatori | Matt Painter                    |

Con il punteggio di 76-62 in loro favore, i Purdue Boilermakers hanno eliminato i McNeese Cowboys e si sono qualificati alle Sweet Sixteen.
| Arbitri: | Pat Adams Nathan Farrell Gregory Nixon |

|                          |            |                              |
| Ike 27 Battle 17 Huff 11 | Punti      | 30 Cryer 18 Roberts 12 Sharp |
| Nembhard 11              | Assist     | 8 Uzan                       |
| Battle 6                 | Rimbalzi   | 11 Tugler                    |
| Mark Few                 | Allenatori | Kelvin Sampson               |

Con il punteggio di 81-76 in loro favore, gli Houston Cougars hanno eliminato i Gonzaga Bulldogs e si sono qualificati alle Sweet Sixteen.
| Arbitri: | Joe Lindsay Paul Szelc Brooks Wells |

|                             |            |                                |
| Clark 18 Bilodeau 15 Mara 7 | Punti      | 20 Lanier 15 Zeigler 13 Gainey |
| Mara 3                      | Assist     | 6 Zeigler                      |
| Mara 5                      | Rimbalzi   | 7 Miličić, Okpara              |
| Mick Cronin                 | Allenatori | Rick Barnes                    |

Con il punteggio di 67-58 in loro favore, i Tennessee Volunteers hanno eliminato gli UCLA Bruins e si sono qualificati alle Sweet Sixteen.
| Arbitri: | Brian Dorsey Jeb Hartness Bert Smith |

|                                    |            |                           |
| Boswell 23 Ivišić 19 Jakučionis 13 | Punti      | 23 Brea 15 Oweh 14 Butler |
| Boswell 6                          | Assist     | 6 Williams                |
| Humrichous, Johnson, White 7       | Rimbalzi   | 10 Williams               |
| Brad Underwood                     | Allenatori | Mark Pope                 |

Con il risultato di 84-75 in loro favore, i Kentucky Wildcats hanno eliminato gli Illinois Fighting Illini e si sono qualificati alle Sweet Sixteen.

##### Regional Semifinals
| Indianapolis 28 marzo 2025, ore EST Regional Semifinals (Midwest Regional) | (3) Kentucky Wildcats | – (-; -) | Tenn. Volunteers (2) | Lucas Oil Stadium |
| Punti Assist Rimbalzi                                                      |                       |          |                      |                   |
|                                                                            |                       |          |                      |                   |
|                                                                            | Punti                 |          |                      |                   |
|                                                                            | Assist                |          |                      |                   |
|                                                                            | Rimbalzi              |          |                      |                   |

| Indianapolis 28 marzo 2025, ore EST Regional Semifinals (Midwest Regional) | (1) Houston Cougars | – (-; -) | Purdue Boilermakers (4) | Lucas Oil Stadium |
| Punti Assist Rimbalzi                                                      |                     |          |                         |                   |
|                                                                            |                     |          |                         |                   |
|                                                                            | Punti               |          |                         |                   |
|                                                                            | Assist              |          |                         |                   |
|                                                                            | Rimbalzi            |          |                         |                   |

##### Regional Final
| 2025                                          |              | – (-; -) |  | [ 4 ] |
| Punti Assist Rimbalzi Formazioni Sostituzioni |              |          |  |       |
|                                               |              |          |  |       |
|                                               | Punti        |          |  |       |
|                                               | Assist       |          |  |       |
|                                               | Rimbalzi     |          |  |       |
|                                               | Formazioni   |          |  |       |
|                                               | Sostituzioni |          |  |       |

### Final Four
|  | Semifinali 5 aprile | Semifinali 5 aprile | Semifinali 5 aprile |                 |    | Finale 7 aprile | Finale 7 aprile | Finale 7 aprile |  |
|  |                     |                     |                     |                 |    |                 |                 |                 |  |
|  | S1                  | Auburn Tigers       | 73                  |                 |    |                 |                 |                 |  |
|  | S1                  | Auburn Tigers       | 73                  |                 |    |                 |                 |                 |  |
|  | W1                  | Florida Gators      | 79                  |                 |    |                 |                 |                 |  |
|  | W1                  | Florida Gators      | 79                  |                 | W1 | Florida Gators  | 65              |                 |  |
|  |                     |                     |                     |                 | W1 | Florida Gators  | 65              |                 |  |
|  |                     |                     | MW1                 | Houston Cougars | 63 |                 |                 |                 |  |
|  | E1                  | Duke Blue Devils    | MW1                 | Houston Cougars | 63 | 67              |                 |                 |  |
|  | E1                  | Duke Blue Devils    |                     |                 |    |                 |                 |                 |  |
|  | MW1                 | Houston Cougars     | 70                  |                 |    |                 |                 |                 |  |